# Catalogo dell'Alte Pinakothek
Catalogo delle opere esposte nell'Alte Pinakothek di Monaco di Baviera. La lista si basa sui cataloghi in bibliografia e non tiene conto di eventuali riallestimenti delle sale. Per alcune opere quindi, una minoranza, l'indicazione della sala potrebbe essere prettamente "storica" e non corrispondente alla situazione attuale. I numeri di sala in cifre arabe si riferiscono al piano terra, quelli in cifre romane al primo piano. Non sono elencate, salvo qualche eccezione, le opere stabilmente in deposito. 
| Scuola               | Autore                                           | Soggetto/Titolo                                                                                                | Data             | N° di inventario                                                        | Sala            |
| -------------------- | ------------------------------------------------ | --- | ---------------- | ----------------------------------------------------------------------- | --------------- |
| tedesca              | Aachen, Hans von                                 | Resurrezione del giovane di Nain                                                                               |                  | 1463                                                                    | XIII            |
| tedesca              | Aachen, Hans von                                 | Trionfo della Verità                                                                                           |                  | 1611                                                                    | 11              |
| olandese             | Aertsen, Pieter                                  | Scena di mercato                                                                                               |                  | 13400                                                                   | 23              |
| italiana             | Albertinelli, Mariotto                           | Annunciazione                                                                                                  |                  | 1070                                                                    | IV              |
| tedesca              | Altdorfer, Albrecht                              | San Giorgio nella foresta                                                                                      | 1510             | WAF 29                                                                  | II b            |
| tedesca              | Altdorfer, Albrecht                              | Nascita della Vergine                                                                                          | 1520 circa       | 5358                                                                    | II              |
| tedesca              | Altdorfer, Albrecht                              | Paesaggio del Danubio col castello di Wörth                                                                    |                  | WAF 30                                                                  | II b            |
| tedesca              | Altdorfer, Albrecht                              | Madonna col Bambino in gloria                                                                                  |                  | 665                                                                     | II b            |
| tedesca              | Altdorfer, Albrecht                              | Susanna e i vecchioni                                                                                          |                  | 698                                                                     | II b            |
| tedesca              | Altdorfer, Albrecht                              | Battaglia di Alessandro e Dario a Isso                                                                         | 1529             | 688                                                                     | III             |
| tedesca              | Amberger, Christoph                              | Ritratto di Hieronymus Seiler                                                                                  |                  | L. 255                                                                  | II a            |
| tedesca              | Amberger, Christoph                              | Ritratto di Felicitas Seilern                                                                                  |                  | L. 256                                                                  | II a            |
| tedesca              | Amberger, Christoph                              | Ritratto di Christoph Fugger                                                                                   |                  | 9406                                                                    | XIII            |
| italiana             | Andrea del Sarto                                 | Madonna col Bambino, sant'Elisabetta, san Giovannino e un angelo                                               | 1514 circa       | 501                                                                     | IV              |
| italiana             | Angelico                                         | San Cosma e san Damiano davanti a Lisia                                                                        | 1443             | WAF 36                                                                  | 1/2             |
| italiana             | Angelico                                         | San Cosma e san Damiano salvati dall'annegamento                                                               | 1443             | WAF 37                                                                  | 1/2             |
| italiana             | Angelico                                         | Crocifissione dei santi Cosma e Damiano                                                                        | 1443             | WAF 38                                                                  | 1/2             |
| italiana             | Angelico                                         | Pietà | 1443             | WAF 38a                                                                 | 1/2             |
| italiana             | Angelico                                         | Angelo annunciante                                                                                             | 1425 circa       | 1019                                                                    | 1/2             |
| italiana             | Angelico                                         | Vergine annunciata                                                                                             | 1425 circa       | 637                                                                     | 1/2             |
| spagnola             | Antolínez, Claudio José Vicente                  | Scena in uno studio                                                                                            |                  | 8577                                                                    | XIII            |
| italiana             | Antonello da Messina                             | Vergine annunciata                                                                                             | 1473-1474 circa  | 8054                                                                    | 3               |
| nederlandese del sud | Arthois, Jacques d'                              | Canale in una foresta                                                                                          |                  | 403                                                                     | VIII            |
| nederlandese del sud | Arthois, Jacques d'                              | Paesaggio con scena di caccia                                                                                  |                  | 410                                                                     | VIII            |
| nederlandese del sud | Arthois, Jacques d'                              | Guado in una foresta                                                                                           |                  | 4838                                                                    | VIII            |
| nederlandese del sud | Ast, Balthasar van der                           | Natura morta con frutta                                                                                        |                  | 13150                                                                   | 13              |
| italiana             | Badalocchio, Sisto                               | Orazione nell'orto                                                                                             | 1615 circa       | 480                                                                     | 6               |
| tedesca              | Baegert, Derick                                  | Calvario |                  | 224                                                                     | 1/3             |
| tedesca              | Baegert, Derick                                  | Compianto sul Cristo morto                                                                                     |                  | 224                                                                     | 1/3             |
| tedesca              | Baldung Grien, Hans                              | Ritratto del margravio Cristoforo I di Baden                                                                   |                  | 1407                                                                    | II a            |
| tedesca              | Baldung Grien, Hans                              | Ritratto di Filippo del Palatinato, Neuburg                                                                    |                  | 683                                                                     | II a            |
| tedesca              | Baldung Grien, Hans                              | Donna con libro di musica, viola da gamba e gatto                                                              |                  | 1423                                                                    | II              |
| tedesca              | Baldung Grien, Hans                              | Donna con specchio, serpente e cervi                                                                           |                  | 5376                                                                    | II              |
| tedesca              | Baldung Grien, Hans                              | Natività |                  | 6280                                                                    | II              |
| tedesca              | Baldung Grien, Hans                              | Ritratto di Balthasar Gerhardi, cavaliere commendatore dell'Ordine di San Giovanni di Strasburgo               |                  | 10646                                                                   | II a            |
| italiana             | Barbari, Jacopo de'                              | Uccello morto                                                                                                  | 1504             | 5066                                                                    | 3               |
| italiana             | Barocci, Federico                                | Cristo e la Maddalena                                                                                          | 1590             | 494                                                                     | X               |
| tedesca              | Beham, Barthel                                   | Leggenda della santa Croce                                                                                     |                  | 684                                                                     | III             |
| tedesca              | Beham, Barthel                                   | Ritratto del duca Ludovico X di Bavaria, Landshut                                                              |                  | 2448                                                                    | III             |
| tedesca              | Beham, Barthel                                   | Ritratto del conte palatino Ottheinrich                                                                        |                  | 5316                                                                    | II a            |
| italiana             | Bartolomeo, Fra' (Baccio della Porta)            | Adorazione del Bambino                                                                                         | 1495 circa       | WAF 191                                                                 | non in mostra   |
| italiana             | Basaiti, Marco                                   | Compianto sul Cristo morto                                                                                     | 1505-1506 circa  | WAF 48                                                                  | 3               |
| italiana             | Bassano, Jacopo                                  | Madonna col Bambino tra i santi Martino e Antonio Abate                                                        | 1542-1543        | 917                                                                     | V               |
| italiana             | Bassano, Jacopo                                  | Madonna col Bambino tra i santi Giacomo maggiore e Giovanni Battista                                           | 1545-1550 circa  | 5217                                                                    | V               |
| italiana             | Bassano, Jacopo                                  | San Girolamo penitente                                                                                         | 1565 circa       | 510                                                                     | 5               |
| italiana             | Bassano, Leandro                                 | Susanna e i vecchioni                                                                                          | 1600 circa       | HuW 27                                                                  | V               |
| italiana             | Batoni, Pompeo                                   | Ritratto dell'elettore Carlo Teodoro del Palatinato, Baviera                                                   |                  | 181                                                                     | Ingresso        |
| italiana             | Beccafumi, Domenico                              | Sacra Famiglia con san Giovannino e l'agnellino                                                                | 1515 circa       | 1073                                                                    | IV              |
| italiana             | Bedoli-Mazzola, Girolamo o Parmigianino          | Madonna col Bambino e un monaco                                                                                |                  | 5289                                                                    | 6               |
| nederlandese del sud | Beer, Jan de                                     | Annunciazione                                                                                                  |                  | 34                                                                      | II a            |
| olandese             | Berchem, Nicholas                                | Paesaggio roccioso con rovine classiche                                                                        |                  | 380                                                                     | 20              |
| olandese             | Berchem, Nicholas                                | Paesaggio italiano al tramonto                                                                                 |                  | 266                                                                     | 20              |
| olandese             | Beyeren, Abraham van                             | Natura morta con granchio                                                                                      |                  | 1916                                                                    | 19              |
| olandese             | Beyeren, Abraham van                             | Grande natura morta con aragosta                                                                               |                  | 1620                                                                    | IX              |
| italiana             | Bissolo, Francesco                               | Salvator Mundi                                                                                                 | 1510 circa       | 12731                                                                   | non in mostra   |
| olandese             | Bloemaert, Abraham                               | Festino degli dei                                                                                              |                  | 6526                                                                    | XII             |
| olandese             | Bloot, Pieter de                                 | Svaghi di contadini                                                                                            |                  | 6249                                                                    | 14              |
| nederlandese del sud | Boel, Pieter                                     | Prede di caccia guardate da due cani                                                                           |                  | 372                                                                     | VIII            |
| olandese             | Bol, Ferdinand                                   | Ritratto d'uomo                                                                                                |                  | 609                                                                     | IX              |
| olandese             | Bol, Ferdinand                                   | Ritratto di donna                                                                                              |                  | 610                                                                     | IX              |
| olandese             | Bol, Ferdinand                                   | Ufficiali della Gilda dei mercanti di vino ad Amsterdam                                                        |                  | 9656                                                                    | IX              |
| olandese             | Borch, Gerard ter                                | Ragazzo che spulcia il suo cane                                                                                |                  | 589                                                                     | 19              |
| olandese             | Borch, Gerard ter                                | Lettera rifiutata                                                                                              |                  | 206                                                                     | 19              |
| olandese             | Borch, Gerard ter                                | Ritratto di gentiluomo                                                                                         |                  | 8128                                                                    | 19              |
| olandese             | Borch, Gerard ter                                | Ritratto di dama                                                                                               |                  | 8129                                                                    | 19              |
| italiana             | Bordon, Paris                                    | Ritratto d'uomo                                                                                                | 1523             | 512                                                                     | 5               |
| italiana             | Bordon, Paris                                    | Ritratto di Violante                                                                                           | 1530 circa       | 12502                                                                   | non in mostra   |
| fiamminga            | Bosch, Hieronymus                                | Giudizio universale                                                                                            | 1506-1508 circa  | 5752                                                                    | II a            |
| italiana             | Botticelli, Sandro                               | Compianto sul Cristo morto con i santi Girolamo, Paolo e Pietro                                                | 1495 circa       | 1075                                                                    | IV              |
| francese             | Boucher, François                                | Riposo al pozzo                                                                                                |                  | BGM 3                                                                   | XII             |
| francese             | Boucher, François                                | Idillio rurale                                                                                                 |                  | BGM 2                                                                   | XII             |
| francese             | Boucher, François                                | Paesaggio pastorale                                                                                            |                  | HuW 1                                                                   | XII             |
| francese             | Boucher, François                                | Ragazza distesa                                                                                                | 1752             | 1166                                                                    | XII a           |
| francese             | Boucher, François                                | Ritratto della marchesa di Pompadour                                                                           |                  | HuW 18                                                                  | XII             |
| francese             | Bourdon, Sébastien                               | Fornace da limo a Roma                                                                                         |                  | 155                                                                     | XI              |
| francese             | Bourdon, Sébastien                               | Liberazione di Andromeda                                                                                       |                  | 1290                                                                    | XI              |
| fiamminga            | Bouts, Albert                                    | Annunciazione                                                                                                  |                  | WAF 79                                                                  | I               |
| fiamminga            | Bouts, Dieric                                    | Cattura di Cristo                                                                                              |                  | 990                                                                     | I               |
| fiamminga            | Bouts, Dieric                                    | Resurrezione                                                                                                   |                  | WAF 74                                                                  | I               |
| fiamminga            | Bouts, Dieric                                    | San Giovanni evangelista                                                                                       |                  | WAF 75                                                                  | I               |
| fiamminga            | Bouts, Dieric                                    | Trittico della Perla del Brabante                                                                              |                  | WAF 76, WAF 77, WAF 78                                                  | I               |
| olandese             | Breenbergh, Bartholomeus                         | Riposo durante la fuga in Egitto in un paesaggio                                                               |                  | 1647                                                                    | 13              |
| tedesca              | Breu il Vecchio, Jörg                            | Storie di Lucrezia                                                                                             |                  | 7969                                                                    | III             |
| tedesca              | Breu il Vecchio, Jörg                            | Battaglia di Zama                                                                                              |                  | 8                                                                       | III             |
| nederlandese del sud | Bril, Paul                                       | Costruzione della torre di Babele                                                                              |                  | L. 1038                                                                 | XIII            |
| nederlandese del sud | Bril, Paul                                       | Paesaggio collinare                                                                                            |                  | 1084                                                                    | 19/20           |
| nederlandese del sud | Bril, Paul                                       | Paesaggio montano italiano                                                                                     |                  | 4824                                                                    | 19/20           |
| nederlandese del sud | Bril, Paul                                       | Paesaggio con baia                                                                                             |                  | 903                                                                     | 19/20           |
| nederlandese del sud | Brouwer, Adriaen                                 | Quattro contadini                                                                                              |                  | 109                                                                     | 10              |
| nederlandese del sud | Brouwer, Adriaen                                 | Bottega del barbiere nel villaggio                                                                             |                  | 561                                                                     | 10              |
| nederlandese del sud | Brouwer, Adriaen                                 | Contadini che giocano a carte in una taverna                                                                   |                  | 218                                                                     | 10              |
| nederlandese del sud | Brouwer, Adriaen                                 | Soldati che giocano a dadi in una taverna                                                                      |                  | 242                                                                     | 10              |
| nederlandese del sud | Brouwer, Adriaen                                 | Senso del tatto                                                                                                |                  | 581                                                                     | 10              |
| nederlandese del sud | Brouwer, Adriaen                                 | Senso del gusto                                                                                                |                  | 626                                                                     | 10              |
| nederlandese del sud | Brouwer, Adriaen                                 | Senso dell'udito                                                                                               |                  | 629                                                                     | 10              |
| nederlandese del sud | Brouwer, Adriaen                                 | Contadini che fumano e bevono                                                                                  |                  | 2062                                                                    | 10              |
| nederlandese del sud | Brouwer, Adriaen                                 | Giocatori di carte in una taverna                                                                              |                  | 562                                                                     | 10              |
| nederlandese del sud | Brouwer, Adriaen                                 | Rissa tra due contadini                                                                                        |                  | 861                                                                     | 10              |
| nederlandese del sud | Brouwer, Adriaen                                 | Oste che assaggia il vino con la moglie                                                                        |                  | 1281                                                                    | 10              |
| nederlandese del sud | Brouwer, Adriaen                                 | Oste addormentato                                                                                              |                  | 2014                                                                    | 10              |
| nederlandese del sud | Brouwer, Adriaen                                 | Rissa tra cinque contadini                                                                                     |                  | 2050                                                                    | 10              |
| nederlandese del sud | Brouwer, Adriaen                                 | Taverna |                  | 2063                                                                    | 10              |
| nederlandese del sud | Brouwer, Adriaen                                 | Senso dell'odorato                                                                                             |                  | 2095                                                                    | 10              |
| nederlandese del sud | Brouwer, Adriaen                                 | Contadini che giocano a carte                                                                                  |                  | 2108                                                                    | 10              |
| nederlandese del sud | Brouwer, Adriaen                                 | Due contadini che lottano vicino a una botte                                                                   |                  | 2112                                                                    | 10              |
| nederlandese del sud | Bruegel il Vecchio, Jan                          | Fienagione |                  | 4911                                                                    | 19/20           |
| nederlandese del sud | Bruegel il Vecchio, Jan                          | Giona che emerge dalla balena                                                                                  |                  | 1887                                                                    | 21/22           |
| nederlandese del sud | Bruegel il Vecchio, Jan                          | Sodoma e Gomorra                                                                                               |                  | 833                                                                     | 19/20           |
| nederlandese del sud | Bruegel il Vecchio, Jan                          | Sacco di Troia                                                                                                 |                  | 832                                                                     | 19/20           |
| nederlandese del sud | Bruegel il Vecchio, Jan                          | Paesaggio con san Girolamo                                                                                     |                  | 5171                                                                    | 19/20           |
| nederlandese del sud | Bruegel il Vecchio, Jan                          | Calvario |                  | 823                                                                     | 19/20           |
| nederlandese del sud | Bruegel il Vecchio, Jan                          | Predica del Battista                                                                                           |                  | 834                                                                     | 19/20           |
| nederlandese del sud | Bruegel il Vecchio, Jan                          | Carnevale romano                                                                                               |                  | 1991                                                                    | 19/20           |
| nederlandese del sud | Bruegel il Vecchio, Jan                          | Scena portuense con predica di Cristo                                                                          |                  | 187                                                                     | 19/20           |
| nederlandese del sud | Bruegel il Vecchio, Jan                          | Grande mercato del pesce                                                                                       |                  | 1889                                                                    | 19/20           |
| nederlandese del sud | Bruegel il Vecchio, Jan                          | Mercato ittico sulla banchina di un fiume                                                                      |                  | 1883                                                                    | 21/22           |
| nederlandese del sud | Bruegel il Vecchio, Jan                          | Contingenza di Scipione (Veduta di un porto)                                                                   |                  | 827                                                                     | 21/22           |
| nederlandese del sud | Bruegel il Vecchio, Jan                          | Mulini a vento in una pianura                                                                                  |                  | 1892                                                                    | 19/20           |
| nederlandese del sud | Bruegel il Vecchio, Jan                          | Arrivo dell'arciduca Albrecht con Isabella davanti al palazzo di Mariemont                                     |                  | 1893                                                                    | 19/20           |
| nederlandese del sud | Bruegel il Vecchio, Jan                          | Strada di campagna allagata                                                                                    |                  | 1896                                                                    | 19/20           |
| nederlandese del sud | Bruegel il Vecchio, Jan                          | Vaso di fiori                                                                                                  |                  | 824                                                                     | 19/20           |
| nederlandese del sud | Bruegel il Vecchio, Jan                          | Strada di villaggio                                                                                            |                  | 2860                                                                    | 19/20           |
| nederlandese del sud | Bruegel il Vecchio, Jan                          | Punto di sbarco                                                                                                |                  | 4891                                                                    | 21/22           |
| nederlandese del sud | Bruegel il Vecchio, Jan                          | Locanda sull riva di un fiume                                                                                  |                  | 837                                                                     | 19/20           |
| nederlandese del sud | Bruegel il Vecchio, Jan                          | Paesaggio con fattoria vicino a un ruscello                                                                    |                  | 831                                                                     | 19/20           |
| nederlandese del sud | Bruegel il Vecchio, Jan                          | Strada affollata in una foresta                                                                                |                  | 1880                                                                    | 19/20           |
| nederlandese del sud | Bruegel il Vecchio, Jan                          | Paesaggio con un mulino                                                                                        |                  | 830                                                                     | 21/22           |
| nederlandese del sud | Bruegel il Vecchio, Jan                          | Paesaggio con carri                                                                                            |                  | 821                                                                     | 19/20           |
| nederlandese del sud | Bruegel il Vecchio, Jan                          | Paesaggio con locanda di villaggio                                                                             |                  | 826                                                                     | 19/20           |
| nederlandese del sud | Bruegel il Vecchio, Jan                          | Riposo su una collina                                                                                          |                  | 2877                                                                    | 19/20           |
| nederlandese del sud | Bruegel il Vecchio, Jan                          | Strada affollata di campagna                                                                                   |                  | 1877                                                                    | 19/20           |
| nederlandese del sud | Bruegel il Vecchio, Jan (attr.)                  | Paesaggio col riposo durante la fuga in egitto                                                                 |                  | 2876                                                                    | 19/20           |
| nederlandese del sud | Bruegel il Vecchio, Jan (attr.)                  | Tentazioni di sant'Antonio                                                                                     | 1570-1580 circa  | 4912                                                                    | 19/20           |
| nederlandese del sud | Bruegel il Vecchio, Jan e Balen, Hendrick van    | Prefezia di Isaia                                                                                              |                  | 1999                                                                    | 21/22           |
| nederlandese del sud | Bruegel il Vecchio, Jan e Avont, Pieter von      | Sacra Famiglia                                                                                                 |                  | 149                                                                     | 21/22           |
| nederlandese del sud | Bruegel il Vecchio, Pieter                       | Paese della cuccagna                                                                                           | 1567             | 8940                                                                    | 23              |
| nederlandese del sud | Bruegel il Vecchio, Pieter                       | Testa di vecchia contadina                                                                                     | 1568 circa       | 7057                                                                    | 23              |
| olandese             | Brugghen, Hendrick ter                           | Lanzichenecco                                                                                                  |                  | 4845                                                                    | 15              |
| tedesca              | Bruyn il Vecchio, Bartholomeus                   | Madonna col Bambino tra le sante Margherita e Dorotea                                                          |                  | WAF155                                                                  | 4/7             |
| tedesca              | Bruyn il Vecchio, Bartholomeus                   | Trittico della Crocifisione                                                                                    |                  | WAF 89, WAF 90, WAF 91                                                  | 4/7             |
| tedesca              | Bruyn il Vecchio, Bartholomeus                   | Andata al Calvario                                                                                             |                  | WAF 94                                                                  | 4/7             |
| tedesca              | Bruyn il Vecchio, Bartholomeus                   | Ritratto d'uomo                                                                                                |                  | WAF 97                                                                  | 4/7             |
| tedesca              | Bruyn il Vecchio, Bartholomeus                   | Sei pannelli dell'Altare di San Ciriaco                                                                        |                  | WAF 107 (a, b, c, d, e, f)                                              | 4/7             |
| tedesca              | Burgkmair, Hans                                  | Ritratto di Martin Schongauer                                                                                  |                  | 1027                                                                    | II c            |
| tedesca              | Burgkmair, Hans                                  | Altare di San Giovanni Evangelista                                                                             |                  | 685, 20, 21                                                             | III             |
| tedesca              | Burgkmair, Hans                                  | Altare della Crocifissione                                                                                     |                  | 5329, 5330, 5331                                                        | III             |
| tedesca              | Burgkmair, Hans                                  | Storie di Ester                                                                                                |                  | 689                                                                     | III             |
| tedesca              | Burgkmair, Hans                                  | Battaglia di Canne                                                                                             |                  | 5328                                                                    | III             |
| italiana             | Canaletto                                        | Piazzetta e bacino di San Marco                                                                                | 1740 circa       | WAF 137                                                                 | XII b           |
| italiana             | Canaletto                                        | Santa Maria della Salute e Riva degli Schiavoni                                                                | 1740 circa       | WAF 138                                                                 | XII b           |
| nederlandese del sud | Candid, Peter                                    | Figlia di Iefte                                                                                                |                  | 2065                                                                    | XIII            |
| nederlandese del sud | Candid, Peter                                    | Ritratto di Maddalena duchessa di Baviera                                                                      |                  | 2471                                                                    | XIII            |
| spagnola             | Cano, Alonso                                     | Visione di sant'Antonio da Padova                                                                              |                  | 993                                                                     | XIII            |
| italiana             | Cariani, Giovanni                                | Madonna col Bambino, sant'Antonio Abate e san Giovannino                                                       | 1540 circa       | 9210                                                                    | V               |
| italiana             | Carnevale, Fra'                                  | Annunciazione                                                                                                  | 1445 circa       | 645                                                                     |                 |
| italiana             | Carracci, Annibale                               | Paesaggio con donna al bagno                                                                                   |                  | 14617                                                                   | X               |
| italiana             | Carracci, Annibale                               | Paesaggio fluviale                                                                                             |                  | 14618                                                                   | X               |
| italiana             | Carriera, Rosalba                                | Lachesi |                  | 14444                                                                   | 23              |
| italiana             | Carriera, Rosalba                                | Ritratto del giovane lord St. George                                                                           | 1730 circa       | FV 16                                                                   | 23              |
| italiana             | Cavallino, Bernardo                              | Erminia e i pastori                                                                                            | 1650 circa       | 960                                                                     | 6               |
| italiana             | Cavallino, Bernardo                              | Erminia e Tancredi ferito                                                                                      | 1650 circa       | 964                                                                     | 6               |
| francese             | Champaigne, Philippe de                          | Madonna col Bambino                                                                                            |                  | L. 1811                                                                 | XI              |
| francese             | Chardin, Jean-Baptiste                           | Donna che pela le rape                                                                                         |                  | 1090                                                                    | XII a           |
| italiana             | Cima da Conegliano                               | Madonna col Bambino tra i santi Girolamo e Maria Maddalena                                                     | 1495 circa       | 992                                                                     | 3               |
| olandese             | Claesz, Pieter                                   | Natura morta con brocca di peltro                                                                              |                  | 157                                                                     | 15              |
| nederlandese del sud | Clerck, Hendrick de                              | Adamo ed Eva                                                                                                   |                  | 4534                                                                    | 19/20           |
| nederlandese del sud | Clerck, Hendrick de e Alsloot, Denis van         | Paradiso |                  | 5890                                                                    | 21/22           |
| fiamminga            | Cleve, Joos van                                  | Altare della Dormitio Virginis                                                                                 |                  | WAF 150, WAF 151, WAF 152                                               | I               |
| fiamminga            | Cleve, Joos van                                  | Ritratto femminile                                                                                             |                  | WAF 153                                                                 | II a            |
| spagnola             | Coello, Claudio                                  | Ritratto di Maria Anna d'Austria, vedova di re Filippo IV di Spagna                                            |                  | 146                                                                     | XIII            |
| spagnola             | Coello, Claudio                                  | San Pietro d'Alcantara lungo il fiume Quadiana                                                                 |                  | 471                                                                     | XIII            |
| francese             | Couder, Auguste                                  | Leo von Klenze (copia da)                                                                                      |                  | Hst 871                                                                 | Corridoio ovest |
| francese             | Coypel, Charles-Antoine                          | Ercole e Onfale                                                                                                |                  | 1168                                                                    | XII             |
| tedesca              | Cranach il Giovane, Lucas                        | Ritratto di dama                                                                                               |                  | 13112                                                                   | XIII            |
| tedesca              | Cranach il Giovane, Lucas                        | Venere e Cupido                                                                                                |                  | 5465                                                                    | XIII            |
| tedesca              | Cranach il Vecchio, Lucas                        | Compianto sotto la croce                                                                                       |                  | 1416                                                                    | II              |
| tedesca              | Cranach il Vecchio, Lucas                        | Adamo ed Eva                                                                                                   |                  | 720                                                                     | II a            |
| tedesca              | Cranach il Vecchio, Lucas                        | Calvario |                  | 695                                                                     | II a            |
| tedesca              | Cranach il Vecchio, Lucas                        | Sant'Anna con la Vergine e il Bambino su un prato                                                              |                  | WAF 166                                                                 | II a            |
| tedesca              | Cranach il Vecchio, Lucas                        | Madonna dell'Uva                                                                                               |                  | 1023                                                                    | II b            |
| tedesca              | Cranach il Vecchio, Lucas                        | Morte di Lucrezia                                                                                              |                  | 691                                                                     | XIII            |
| tedesca              | Cranach il Vecchio, Lucas                        | Crocifissione col cardinale Albrecht di Brandeburgo                                                            |                  | 3819                                                                    | II              |
| tedesca              | Cranach il Vecchio, Lucas                        | Ritratto di Hans Melber                                                                                        |                  | WAF 169                                                                 | II a            |
| tedesca              | Cranach il Vecchio, Lucas                        | Età dell'oro                                                                                                   |                  | 13175                                                                   | II b            |
| tedesca              | Cranach il Vecchio, Lucas                        | Ritratto di Rodolfo Agricola                                                                                   |                  | 9363                                                                    | non in mostra   |
| olandese             | Cuyp, Aelbert                                    | Paesaggio |                  | 1214                                                                    | 14              |
| olandese             | Cuyp, Benjamin Gerritsz                          | Cavallo e palafreniere                                                                                         |                  | 1942                                                                    | 16              |
| italiana             | Daddi, Bernardo                                  | Santo vescovo con cardellino                                                                                   | 1345 circa       | 10828                                                                   | 1/2             |
| nederlandese del sud | Dalem, Cornelis van                              | Paesaggio con fattoria                                                                                         |                  | 12044                                                                   | XII             |
| olandese             | David, Gerard                                    | Adorazione dei Magi                                                                                            |                  | 715                                                                     | I               |
| olandese             | David, Gerard                                    | Madonna col Bambino e Commiato di Cristo                                                                       |                  | 1080, 1079                                                              | II a            |
| olandese             | Delff, Cornelis Jacobsz                          | Natura morta con vasellame di metallo                                                                          |                  | L. 1873                                                                 | II a            |
| olandese             | Dou, Gerard                                      | Preghiera della filatrice                                                                                      |                  | 588                                                                     | 21              |
| olandese             | Dujardin, Karel                                  | Capretta malata                                                                                                |                  | 291                                                                     | IX              |
| tedesca              | Dürer, Albrecht                                  | Mater Dolorosa, dal Polittico dei Sette Dolori                                                                 | 1500 circa       | 709                                                                     | II              |
| tedesca              | Dürer, Albrecht                                  | Ritratto di Oswolt Krel                                                                                        | 1499             | WAF 230 (+a, b)                                                         | II b            |
| tedesca              | Dürer, Albrecht                                  | Autoritratto con pelliccia                                                                                     | 1500             | 537                                                                     | II b            |
| tedesca              | Dürer, Albrecht                                  | Ritratto di giovane                                                                                            | 1500             | 694                                                                     | II b            |
| tedesca              | Dürer, Albrecht                                  | Compianto Glim                                                                                                 | 1500             | 704                                                                     | II              |
| tedesca              | Dürer, Albrecht                                  | Altare Paumgartner                                                                                             | 1496-1500 circa  | 701, 702, 706                                                           | II              |
| tedesca              | Dürer, Albrecht                                  | Scomparti laterali dell'Altare Jabach                                                                          | 1503-1504 circa  | WAF 228, WAF 229                                                        | II              |
| tedesca              | Dürer, Albrecht                                  | Madonna del Garofano                                                                                           | 1516             | 4772                                                                    | II b            |
| tedesca              | Dürer, Albrecht                                  | Suicidio di Lucrezia                                                                                           | 1518             | 705                                                                     | II              |
| tedesca              | Dürer, Albrecht                                  | Quattro Apostoli                                                                                               | 1526             | 545, 540                                                                | II              |
| nederlandese del sud | Dyck, Antoon van                                 | Compianto sul Cristo morto                                                                                     |                  | 404                                                                     | VI              |
| nederlandese del sud | Dyck, Antoon van                                 | Caccia al cinghiale                                                                                            |                  | 311                                                                     | VI              |
| nederlandese del sud | Dyck, Antoon van                                 | Autoritratto                                                                                                   |                  | 405                                                                     | 9               |
| nederlandese del sud | Dyck, Antoon van                                 | San Sebastiano prima del martirio                                                                              |                  | 371                                                                     | VI              |
| nederlandese del sud | Dyck, Antoon van                                 | Cattura di san Sebastiano                                                                                      |                  | 607                                                                     | VI              |
| nederlandese del sud | Dyck, Antoon van                                 | Susanna e i vecchioni                                                                                          |                  | 595                                                                     | VI              |
| nederlandese del sud | Dyck, Antoon van                                 | Ritratto del duca Wolfgang Wilhelm del palatinato, Neuburg                                                     |                  | 402                                                                     | VII             |
| nederlandese del sud | Dyck, Antoon van                                 | Ritratto dello scultore Georg Petel                                                                            |                  | 406                                                                     | 7               |
| nederlandese del sud | Dyck, Antoon van                                 | Ritratto dell'organista Hendrik Liberti                                                                        |                  | 375                                                                     | VI              |
| nederlandese del sud | Dyck, Antoon van                                 | Riposo durante la fuga in Egitto                                                                               |                  | 555                                                                     | VI              |
| nederlandese del sud | Dyck, Antoon van                                 | Ritratto del pittore Jan de Wael e di sua moglie Gertrud de Jode                                               |                  | 596                                                                     | VI              |
| nederlandese del sud | Dyck, Antoon van                                 | Ritratto di dama                                                                                               |                  | 368                                                                     | VI              |
| nederlandese del sud | Dyck, Antoon van                                 | Ritratto di gentiluomo                                                                                         |                  | 369                                                                     | VI              |
| nederlandese del sud | Dyck, Antoon van                                 | Madonna col Bambino e san Giovannino                                                                           |                  | 622                                                                     | VI              |
| nederlandese del sud | Dyck, Antoon van                                 | Ritratto virile                                                                                                |                  | 407                                                                     | VI              |
| nederlandese del sud | Dyck, Antoon van                                 | Ritratto del pittore Theodor Rombouts                                                                          |                  | 603                                                                     | VI              |
| nederlandese del sud | Dyck, Antoon van                                 | Ritratto della moglie del pittore Theodor Rombouts con la figlia                                               |                  | 599                                                                     | VI              |
| nederlandese del sud | Dyck, Antoon van                                 | Ritratto di Pieter Snayer                                                                                      |                  | 592                                                                     | VI              |
| nederlandese del sud | Dyck, Antoon van                                 | Compianto sul Cristo morto con angeli                                                                          |                  | 606                                                                     | 7               |
| nederlandese del sud | Dyck, Antoon van                                 | Ritratto dell'incisore Karel van Mallery (bottega)                                                             |                  | 373                                                                     | non in mostra   |
| nederlandese del sud | Dyck, Antoon van                                 | Dama che suona la viola da gamba (bottega)                                                                     |                  | 1308                                                                    | VI              |
| olandese             | Eeckhout, Gerbrandt van den                      | Donne di Alessandro e Dario                                                                                    |                  | 1798                                                                    | IX              |
| tedesca              | Elsheimer, Adam                                  | Sacco di Troia                                                                                                 |                  | 205                                                                     | 11              |
| tedesca              | Elsheimer, Adam                                  | Fuga in Egitto                                                                                                 | 1609             | 216                                                                     | 11              |
| tedesca              | Elsheimer, Adam                                  | San Giovanni Battista in preghiera (attr.)                                                                     |                  | 862                                                                     | 11              |
| olandese             | Engebrechtsz, Cornelis                           | Costantino ed Elena                                                                                            |                  | 1458                                                                    | I               |
| olandese             | Engebrechtsz, Cornelis                           | Compianto sul Cristo morto                                                                                     |                  | WAF 245                                                                 | I               |
| olandese             | Fabritius, Carel                                 | Autoritratto                                                                                                   |                  | 2080                                                                    | 19              |
| tedesca              | Feselen, Melchior                                | Storia di Clelia                                                                                               |                  | 13                                                                      | III             |
| tedesca              | Feselen, Melchior                                | Assedio di Alesia                                                                                              |                  | 689                                                                     | III             |
| tedesca              | Flegel, Georg                                    | Natura morta                                                                                                   |                  | 5026                                                                    | 11              |
| tedesca              | Flegel, Georg                                    | Banchetto apparecchiato                                                                                        |                  | 1622                                                                    | 11              |
| nederlandese del sud | Floris de Vriendt, Frans                         | Sacra Famiglia con sant'Anna, Elisabetta e Giovannino                                                          |                  | 1945                                                                    | XII             |
| nederlandese del sud | Floris de Vriendt, Frans                         | Uomo col berretto rosso                                                                                        |                  | 738                                                                     | 23              |
| francese             | Fragonard, Jean Honoré                           | Gimblette |                  | HuW 35                                                                  | XII a           |
| italiana             | Francia, Francesco                               | Madonna col Bambino e due angeli                                                                               | 1495 circa       | 1052                                                                    | 4               |
| italiana             | Francia, Francesco                               | Madonna adorante il Bambino in un roseto                                                                       | 1500 circa       | 994                                                                     | IV              |
| nederlandese del sud | Francken II, Frans                               | Banchetto in casa del borgomastro Rockox                                                                       |                  | 858                                                                     | XII             |
| svizzera             | Fries, Hans                                      | Altare con stimmate di san Francesco, visione di san Bernardo, sant'Anna Metterza e martirio di san Sebastiano |                  | WAF 282, WAF 283, WAF 284, WAF 285                                      | II b            |
| svizzera             | Fries, Hans                                      | Giudizio Universale                                                                                            |                  | WAF 280, WAF 281                                                        | II b            |
| tedesca              | Frueauf il Vecchio, Rueland                      | Uomo di dolori                                                                                                 |                  | 10681                                                                   | I               |
| nederlandese del sud | Fyt, Jan                                         | Caccia all'orso                                                                                                |                  | 255                                                                     | VIII            |
| nederlandese del sud | Fyt, Jan                                         | Cervo attaccato dai cani                                                                                       |                  | 259                                                                     | VI              |
| nederlandese del sud | Fyt, Jan                                         | Caccia al cinghiale                                                                                            |                  | 203                                                                     | VI              |
| italiana             | Gaddi, Agnolo                                    | San Nicola salva una nave dal naufragio                                                                        | 1395 circa       | 7818b                                                                   |                 |
| italiana             | Gaddi, Agnolo                                    | San Nicola e un donatore                                                                                       | 1395 circa       | 7818                                                                    |                 |
| italiana             | Gaddi, Agnolo                                    | San Giuliano                                                                                                   | 1395 circa       | 7819                                                                    |                 |
| italiana             | Gaddi, Taddeo                                    | Morte del cavaliere di Celano                                                                                  | 1335-1340 circa  | 10676                                                                   | 1/2             |
| italiana             | Gaddi, Taddeo                                    | San Francesco suggerisce la prova del fuoco davanti al sultano                                                 | 1335-1340 circa  | 10677                                                                   | 1/2             |
| italiana             | Garofalo                                         | Madonna col Bambino                                                                                            | 1510 circa       | 1026                                                                    |                 |
| italiana             | Garofalo                                         | San Martino dona il mantello                                                                                   | 1517-1520 circa  | 5537                                                                    |                 |
| olandese             | Gelder, Aert de                                  | Ester si prepara per andare da Assuero                                                                         |                  | 841                                                                     | IX              |
| italiana             | Gentileschi, Orazio                              | Marta rimprovera la sorella Maria                                                                              | 1620 circa       | 10726                                                                   | X               |
| italiana             | Ghirlandaio, Domenico                            | Pala Tornabuoni                                                                                                | 1490-1494        | 1076, 1077, 1078                                                        | IV              |
| italiana             | Giordano, Luca                                   | Filosofo cinico con rotolo                                                                                     | 1650-1653 circa  | 492                                                                     | X               |
| italiana             | Giordano, Luca                                   | Filosofo cinico con libro                                                                                      | 1650-1653 circa  | 493                                                                     | X               |
| italiana             | Giordano, Luca                                   | Deposizione di sant'Andrea dalla croce                                                                         | 1659-1660 circa  | 154                                                                     | X               |
| italiana             | Giorgione                                        | Ritratto di giovane con pelliccia (attr.)                                                                      | 1510 circa       | 524                                                                     | V               |
| italiana             | Giotto                                           | Ultima cena | 1320-1325 circa  | 643                                                                     | 1/2             |
| italiana             | Giotto                                           | Crocifissione                                                                                                  | 1320-1325 circa  | 667                                                                     | 1/2             |
| italiana             | Giotto                                           | Discesa al Limbo                                                                                               | 1320-1325 circa  | 5295                                                                    | 1/2             |
| olandese             | Goltzius, Hendrick                               | Venere e Adone                                                                                                 |                  | 5613                                                                    | XII             |
| fiamminga            | Gossaert, Jan                                    | Madonna col Bambino                                                                                            |                  | WAF 306                                                                 | II a            |
| fiamminga            | Gossaert, Jan                                    | Danae |                  | 38                                                                      | I               |
| olandese             | Goyen, Jan van                                   | Fattoria su un fiume                                                                                           |                  | 4893                                                                    | 14              |
| olandese             | Goyen, Jan van                                   | Paesaggio con architetture di Leida                                                                            |                  | 4892                                                                    | 14              |
| olandese             | Goyen, Jan van                                   | Paesaggio con carovane                                                                                         |                  | 3846                                                                    | 14              |
| olandese             | Goyen, Jan van                                   | Carrozza su un ponte                                                                                           |                  | 122236                                                                  | 14              |
| spagnola             | Greco, El                                        | Veronica col sudario                                                                                           |                  | 11963                                                                   | XIII            |
| spagnola             | Greco, El                                        | Spoliazione di Cristo                                                                                          |                  | 8573                                                                    | XIII            |
| francese             | Greuze, Jean-Baptiste                            | Lamento dello sguardo                                                                                          |                  | HuW 3                                                                   | XII a           |
| tedesca              | Grünewald, Matthias                              | Cristo deriso                                                                                                  |                  | 10352                                                                   | II              |
| tedesca              | Grünewald, Matthias                              | Santi Erasmo e Maurizio                                                                                        |                  | 1044                                                                    | II              |
| italiana             | Guardi, Francesco                                | Veduta del Canal Grande vicino a San Geremia                                                                   | 1760 circa       | HuW 8                                                                   | XII b           |
| italiana             | Guardi, Francesco                                | Veduta di Rialto e del palazzo dei Camerlenghi                                                                 | 1760 circa       | HuW 9                                                                   | XII b           |
| italiana             | Guardi, Francesco                                | Torre dell'Orologio di San Marco                                                                               | 1775 circa       | HuW 11                                                                  | XII b           |
| italiana             | Guardi, Francesco                                | Veduta di Santa Maria della Salute a della Dogana                                                              | 1775-1780 circa  | FV 1                                                                    | XII b           |
| italiana             | Guardi, Francesco                                | Veduta attraverso un arco                                                                                      | 1780-1785 circa  | HuW 10                                                                  | XII b           |
| italiana             | Guardi, Francesco                                | Concerto veneziano di gala                                                                                     | 1782             | 8574                                                                    | XII b           |
| italiana             | Guardi, Francesco                                | Regata sul canale della Giudecca                                                                               | 1784-1789 circa  | HuW 34                                                                  | XII b           |
| italiana             | Guardi, Francesco                                | Incendio nel quartiere di San Marcuola                                                                         | 1790 circa       | HuW 12                                                                  | XII b           |
| olandese             | Hals, Frans                                      | Ritratto di Willelm van Heythuysen                                                                             |                  | 14101                                                                   | IX              |
| olandese             | Hals, Frans                                      | Ritratto d'uomo                                                                                                |                  | 8402                                                                    | 17              |
| olandese             | Heem, Jan Davidsz. de e Veerendael, Nicolaes van | Natura morta con mazzo di fiori, crocifisso e teschio                                                          |                  | 568                                                                     | 22              |
| svizzera             | Heintz il Vecchio, Joseph                        | Cupido che fabbrica l'arco (da Parmigianino)                                                                   |                  | 3535                                                                    | XIII            |
| svizzera             | Heintz il Vecchio, Joseph                        | Satiri e ninfe                                                                                                 |                  | 1579                                                                    | 19/20           |
| olandese             | Helst, Bartholomeus van der                      | Ritratto d'uomo in nero                                                                                        |                  | 7256                                                                    | IX              |
| olandese             | Helst, Bartholomeus van der                      | Ritratto di donna in un vestito di raso nero                                                                   |                  | 7262                                                                    | IX              |
| olandese             | Hemessen, Jan Sanders van                        | Chiamata di Matteo                                                                                             |                  | 11                                                                      | XII             |
| olandese             | Hemessen, Jan Sanders van                        | Cristo deriso                                                                                                  |                  | 1408                                                                    | XII             |
| olandese             | Hemessen, Jan Sanders van                        | Isacco benedice Giacobbe                                                                                       |                  | 10                                                                      | XII             |
| francese             | Hey, Jean                                        | Ritratto di Carlo II di Borbone                                                                                |                  | WAF 648                                                                 | II a            |
| olandese             | Heyden, Jan van der                              | Piazza di Colonia                                                                                              |                  | 142                                                                     | 18              |
| olandese             | Heyden, Jan van der                              | Palazzo vecchio di Bruxelles                                                                                   |                  | 7287                                                                    | 18              |
| olandese             | Hobbema, Meindert                                | Paesaggio |                  | 893                                                                     | 18              |
| tedesca              | Holbein il Giovane, Hans                         | Ritratto di Derich Born                                                                                        |                  | 1083                                                                    | II a            |
| tedesca              | Holbein il Vecchio, Hans                         | Ali dell'Altare di Kaisheim                                                                                    |                  | 721, 736                                                                | III             |
| tedesca              | Holbein il Vecchio, Hans                         | Altare di San Sebastiano                                                                                       |                  | 5352, 668, 669                                                          | II              |
| olandese             | Hondecoeter, Melchior de                         | Uccelli in un parco                                                                                            |                  | 1715                                                                    | IX              |
| olandese             | Hondecoeter, Melchior de                         | Uccelli nel cortile di una casa di campagna                                                                    |                  | 1710                                                                    | IX              |
| olandese             | Hondecoeter, Melchior de                         | Cascata in un parco                                                                                            |                  | 1717                                                                    | IX              |
| olandese             | Honthorst, Gerrit van                            | Figliol prodigo                                                                                                |                  | 1312                                                                    | IX              |
| olandese             | Hooch, Carel de                                  | Paesaggio con abitazione                                                                                       |                  | 2745                                                                    | 14              |
| olandese             | Hooch, Carel de                                  | Paesaggio con mura cittadine                                                                                   |                  | 2746                                                                    | 14              |
| tedesca              | Huber, Wolf                                      | Cristo sul Monte degli Olivi                                                                                   |                  | 8779                                                                    | I               |
| tedesca              | Huber, Wolf                                      | Cattura di Cristo                                                                                              |                  | 8780                                                                    | I               |
| olandese             | Huysum, Jan van                                  | Frutta, fiori e insetti                                                                                        |                  | 267                                                                     | 22              |
| olandese             | Huysum, Jan van                                  | Cesto di fiori                                                                                                 |                  | 268                                                                     | 22              |
| fiamminga            | Isenbrant, Adriaen                               | Riposo durante la fuga in Egitto                                                                               |                  | WAF 398                                                                 | II a            |
| fiamminga            | Isenbrant, Adriaen                               | Presentazione di Cristo al Tempio                                                                              |                  | 1404                                                                    | II a            |
| fiamminga            | Isenbrant, Adriaen                               | Madonna col Bambino e sei santi                                                                                |                  | 13191                                                                   | II a            |
| olandese             | Janssens Elinga, Pieter                          | Donna che legge                                                                                                |                  | 284                                                                     | 19              |
| nederlandese del sud | Janssens, Abraham                                | Diana tra le ninfe                                                                                             |                  | 13111                                                                   | XII             |
| nederlandese del sud | Janssens, Abraham                                | Olimpo |                  | 4884                                                                    | XII             |
| tedesca              | Joest, Jan                                       | Adorazione dei pastori                                                                                         |                  | 1415                                                                    | II a            |
| nederlandese del sud | Jordaens, Jacob                                  | Ninfe e fauni                                                                                                  |                  | 10411                                                                   | VIII            |
| nederlandese del sud | Jordaens, Jacob                                  | Satiro con contadini                                                                                           |                  | 425                                                                     | VIII            |
| nederlandese del sud | Jordaens, Jacob                                  | Tale padre, tale figlio                                                                                        |                  | 806                                                                     | VIII            |
| olandese             | Kalf, Willem                                     | Negozio del droghiere                                                                                          |                  | 5727                                                                    | 14              |
| olandese             | Kalf, Willem                                     | Natura morta con brocca di Delft                                                                               |                  | 10763                                                                   | 21              |
| tedesca              | Kellerhoven, Moritz                              | Johann Georg von Dillis                                                                                        |                  | 13155                                                                   | Corridoio ovest |
| nederlandese del sud | Kessel, Jan van                                  | Europa |                  | 1910                                                                    | XI              |
| nederlandese del sud | Kessel, Jan van                                  | Asia |                  | 1911                                                                    | XI              |
| nederlandese del sud | Kessel, Jan van                                  | Africa |                  | 1922                                                                    | XI              |
| nederlandese del sud | Kessel, Jan van                                  | America |                  | 1913                                                                    | XI              |
| nederlandese del sud | Key, Adriaen Thomasz                             | Ritratto d'uomo con barba castana                                                                              |                  | 7676                                                                    | non in mostra   |
| nederlandese del sud | Key, Willem                                      | Compianto sul Cristo morto                                                                                     |                  | 539                                                                     | XII             |
| nederlandese del sud | Key, Willem                                      | San Girolamo                                                                                                   |                  | 600                                                                     | XII             |
| tedesca              | Knüpfer, Nicolaus                                | Il Contento |                  | 177                                                                     | 11              |
| olandese             | Koninck, Philip                                  | Paesaggio |                  | 9407                                                                    | IX              |
| francese             | Lancret, Nicolas                                 | La gabbia d'uccelli                                                                                            |                  | HuW 4                                                                   | non in mostra   |
| francese             | Lancret, Nicolas                                 | Il concerto |                  | 14880                                                                   | non in mostra   |
| olandese             | Lastman, Pieter                                  | Ulisse davanti Nausicaa                                                                                        |                  | 4947                                                                    | IX              |
| olandese             | Lastman, Pieter                                  | Battesimo del ciambellano d'Etiopia                                                                            |                  | 10735                                                                   | 15              |
| francese             | Le Moyne, François                               | Colazione di caccia                                                                                            |                  | 126                                                                     | XII             |
| francese             | Le Sueur, Eustache                               | Cristo nella casa di Marta                                                                                     |                  | WAF 492                                                                 | XI              |
| italiana             | Leonardo da Vinci                                | Madonna del Garofano                                                                                           | 1473 circa       | 7779                                                                    | 4               |
| italiana             | Liberale da Verona                               | Compianto sul Cristo morto                                                                                     | 1490 circa       | 7821                                                                    | 3               |
| italiana             | Licinio, Bernardino                              | Ritratto di dama                                                                                               | 1520 circa       | 5093                                                                    | 5               |
| svizzera             | Liotard, Jean Etienne                            | Colazione |                  | HuW 30                                                                  | XII a           |
| italiana             | Lippi, Filippino                                 | Apparizione di Cristo alla Madonna                                                                             | 1493 circa       | WAF 498                                                                 | IV              |
| italiana             | Lippi, Filippo                                   | Annunciazione delle Murate                                                                                     | 1450 circa       | 1072                                                                    | IV              |
| italiana             | Lippi, Filippo                                   | Madonna col Bambino                                                                                            | 1465 circa       | 647                                                                     | 4               |
| tedesca              | Liss, Johann                                     | Morte di Cleopatra                                                                                             |                  | 13434                                                                   | 6               |
| tedesca              | Lochner, Stefan                                  | Madonna col Bambino                                                                                            |                  | WAF 506                                                                 | II c            |
| tedesca              | Lochner, Stefan                                  | Sportelli laterali con Santi dall'Altare del Giudizio universale                                               |                  | WAF 501, WAF 502                                                        | 1/3             |
| tedesca              | Lochner, Stefan                                  | Adorazione del Bambino                                                                                         |                  | 13169                                                                   | II c            |
| italiana             | Longhi, Pietro                                   | Gioco a carte                                                                                                  |                  | HuW 17                                                                  | 23              |
| italiana             | Lorenzo di Credi                                 | Sacra Famiglia con san Giovannino                                                                              |                  | WAF 191                                                                 | IV              |
| francese             | Lorrain, Claude                                  | Espulsione di Agar                                                                                             |                  | 604                                                                     | XI              |
| francese             | Lorrain, Claude                                  | Agar e gli Ismaeliti nel deserto                                                                               |                  | 598                                                                     | XI              |
| francese             | Lorrain, Claude                                  | Paesaggio idilliaco al tramonto                                                                                |                  | 382                                                                     | XI              |
| francese             | Lorrain, Claude                                  | Porto all'aurora                                                                                               |                  | 381                                                                     | XI              |
| italiana             | Lotto, Lorenzo                                   | Matrimonio mistico di santa Caterina d'Alessandria                                                             | 1505-1508 circa  | 32                                                                      | 5               |
| olandese             | Luca di Leida                                    | Madonna col Bambino, Maria Maddalena e un donatore                                                             |                  | 742                                                                     | II a            |
| olandese             | Luca di Leida                                    | Annunciazione                                                                                                  |                  | 7713                                                                    | II a            |
| olandese             | Maes, Nicolaes                                   | Ritratto di giovane uomo                                                                                       |                  | 386                                                                     | IX              |
| olandese             | Maes, Nicolaes                                   | Ritratto di giovane donna                                                                                      |                  | 389                                                                     | IX              |
| tedesca              | Maestro dei pannelli di Monaco sulla Vergine     | Profeta |                  | 10395                                                                   | II c            |
| tedesca              | Maestro del castello di Lichtenstein             | Strage degli Innocenti                                                                                         |                  | 13201                                                                   | II b            |
| tedesca              | Maestro del Libro di Casa                        | Madonna col Bambino incoronata da angeli                                                                       |                  | 9036                                                                    | II c            |
| tedesca              | Maestro del ritratto di Mornauer                 | Ritratto del duca Sigismondo d'Austria                                                                         |                  | 10650                                                                   | II a            |
| tedesca              | Maestro della Crocifissione di Benediktbeuern    | Crocifissione                                                                                                  |                  | 1388                                                                    | I               |
| olandese             | Maestro della Leggenda di Giuseppe               | Giuseppe e la moglie di Putifarre                                                                              |                  | 13180                                                                   | I               |
| tedesca              | Maestro della Madonna di Benediktbeuern          | Madonna col Bambino                                                                                            |                  | 12426                                                                   | II c            |
| tedesca              | Maestro della Passione di Lyversberg             | Incoronazione della Vergine                                                                                    |                  | WAF 625                                                                 | 1/3             |
| tedesca              | Maestro della Sacra Famiglia                     | Circoncisione di Cristo                                                                                        |                  | WAF 652                                                                 | 8/10            |
| tedesca              | Maestro della Sacra Famiglia                     | Leggenda di sant'Antonio Abate                                                                                 | 1500 circa       | WAF 452                                                                 | 8/10            |
| tedesca              | Maestro della Tabula Magna di Tegernsee          | Calvario con santi                                                                                             |                  | 1438                                                                    | I               |
| tedesca              | Maestro della Veronica                           | Santa Veronica                                                                                                 |                  | 11866                                                                   | 1/3             |
| tedesca              | Maestro della vita della Vergine                 | Incontro alla Porta d'Oro                                                                                      |                  | WAF 618                                                                 | 4/7             |
| tedesca              | Maestro della vita della Vergine                 | Nascita della vergine                                                                                          |                  | WAF 619                                                                 | 4/7             |
| tedesca              | Maestro della vita della Vergine                 | Presentazione di Maria al Tempio                                                                               |                  | WAF 620                                                                 | 4/7             |
| tedesca              | Maestro della vita della Vergine                 | Sposalizio della Vergine                                                                                       |                  | WAF 621                                                                 | 4/7             |
| tedesca              | Maestro della vita della Vergine                 | Annunciazione                                                                                                  |                  | WAF 622                                                                 | 4/7             |
| tedesca              | Maestro della vita della Vergine                 | Visitazione |                  | WAF 623                                                                 | 4/7             |
| tedesca              | Maestro della vita della Vergine                 | Assunzione della Vergine                                                                                       |                  | WAF 624                                                                 | 4/7             |
| tedesca              | Maestro della vita della Vergine                 | Ritratto di un capomastro                                                                                      |                  | WAF 612                                                                 | 4/7             |
| tedesca              | Maestro dell'altare di Aachen                    | Ritratto di Johan von Melem                                                                                    |                  | WAF 718                                                                 | 8/10            |
| tedesca              | Maestro dell'altare di Aachen                    | Madonna col Bambino e angeli musicanti                                                                         |                  | 10756                                                                   | 8/10            |
| tedesca              | Maestro dell'altare di San Bartolomeo            | Sant'Anna con la Vergine e il Bambino                                                                          |                  | 10738                                                                   | 8/10            |
| tedesca              | Maestro dell'altare di San Bartolomeo            | Adorazione dei Magi                                                                                            |                  | 10651                                                                   | 8/10            |
| tedesca              | Maestro dell'altare di San Bartolomeo            | Altare di San Bartolomeo                                                                                       |                  | 11863, 11864, 11865                                                     | 8/10            |
| tedesca              | Maestro dell'altare Polling                      | Annunciazione                                                                                                  |                  | 6247                                                                    | I               |
| tedesca              | Maestro dell'altare Polling                      | Adorazione dei Magi                                                                                            |                  | 1360                                                                    | I               |
| tedesca              | Maestro dell'altare Polling                      | Leggenda della Croce                                                                                           |                  | 1368, 1369                                                              | I               |
| tedesca              | Maestro dell'altare Regler di Erfurt             | Presentazione di Maria al Tempio                                                                               |                  | 10856                                                                   | 1/3             |
| tedesca              | Maestro dell'altare Regler di Erfurt             | Dormitio Virginis                                                                                              |                  | 10857                                                                   | 1/3             |
| fiamminga            | Maestro delle mezze figure femminili             | Adorazione dei Magi                                                                                            |                  | WAF 585                                                                 | II a            |
| tedesca              | Maestro dell'Uomo di dolori di Oeraltaich        | Uomo di dolori                                                                                                 |                  | 10353                                                                   | I               |
| tedesca              | Maestro di san Cristoforo e il diavolo           | San Cristoforo                                                                                                 |                  | 10446                                                                   | II a            |
| italiana             | Magnasco, Alessandro                             | Paesaggio con monaci                                                                                           | 1720-1723 circa  | HuW 25                                                                  | X               |
| francese             | Maingaud, Martin                                 | Ritratto dell'elettore Massimiliano Emanuele di Baviera                                                        |                  | 982                                                                     | Ingresso        |
| tedesca              | Mair, Hans                                       | San Giorgio e il drago                                                                                         |                  | 9344                                                                    | II c            |
| tedesca              | Maler, Hans                                      | Ritratto di Wolfgang Ronner                                                                                    |                  | WAF 547                                                                 | II b            |
| nederlandese del sud | Mandyn, Jan                                      | San Cristoforo                                                                                                 |                  | 690                                                                     | XII             |
| italiana             | Mantegna, Andrea e bottega                       | Muzio Scevola                                                                                                  | 1490 circa       | 13792                                                                   | 3               |
| italiana             | Marieschi, Michele                               | Gran Canale a Cà Pesaro                                                                                        | 1734-1735 circa  | L. 1871                                                                 | XII b           |
| italiana             | Marieschi, Michele                               | Veduta della piazzetta dei Leoni                                                                               | 1734-1735 circa  | L. 1872                                                                 | XII b           |
| italiana             | Masolino da Panicale                             | Madonna dell'Umiltà                                                                                            | 1420 circa       | WAF 264                                                                 | 1/2             |
| olandese             | Massys, Quinten                                  | Altare con la Trinità e la Madonna col Bambino                                                                 |                  | 3335, 5380, 719                                                         | II a            |
| italiana             | Mazzolino, Ludovico                              | Sacra Famiglia                                                                                                 | 1516             | 1024                                                                    |                 |
| olandese             | Meer, Barend van der                             | Natura morta con moro                                                                                          |                  | 6598                                                                    | IX              |
| spagnola             | Meléndez, Luis                                   | Meloni, mele cotogne e prugne                                                                                  |                  | 13199                                                                   | 22/23           |
| fiamminga            | Memling, Hans                                    | San Giovanni Battista                                                                                          |                  | 652                                                                     | II a            |
| fiamminga            | Memling, Hans                                    | Madonna col Bambino e angeli                                                                                   |                  | 680                                                                     | II a            |
| fiamminga            | Memling, Hans                                    | San Giorgio e il donatore                                                                                      |                  | 5                                                                       | II a            |
| fiamminga            | Memling, Hans                                    | Sant'Anna Metterza                                                                                             |                  | 1401                                                                    | II a            |
| fiamminga            | Memling, Hans                                    | Sette gioie di Maria                                                                                           |                  | WAF 668                                                                 | II a            |
| italiana             | Memmi, Lippo?                                    | Assunzione della Vergine                                                                                       | 1330-1335 circa  | WAF 671                                                                 | 1/2             |
| olandese             | Metsu, Gabriel                                   | Festa dei fagioli                                                                                              |                  | 871                                                                     | IX              |
| olandese             | Metsu, Gabriel                                   | Cuoca |                  | 624                                                                     | 21              |
| olandese             | Mieris, Frans van                                | Autoritratto                                                                                                   |                  | 627                                                                     | 21              |
| olandese             | Mieris, Frans van                                | Ritratto della moglie dell'artista                                                                             |                  | 615                                                                     | 21              |
| olandese             | Mieris, Frans van                                | Stivali da cavalcata                                                                                           |                  | 586                                                                     | 21              |
| olandese             | Mieris, Frans van                                | Ufficiale addormentato in una locanda                                                                          |                  | 241                                                                     | 21              |
| olandese             | Mieris, Frans van                                | Dama allo specchio                                                                                             |                  | 219                                                                     | 21              |
| francese             | Millet, Jean-François                            | Paesaggio classico                                                                                             |                  | 1018                                                                    | XI              |
| francese             | Millet, Jean-François                            | Paesaggio di costa italiana                                                                                    |                  | 400                                                                     | XI              |
| nederlandese del sud | Momper il Giovane, Joos de                       | Paesaggio con una veduta lontana                                                                               |                  | 1114                                                                    | 21/22           |
| italiana             | Monaco, Lorenzo                                  | San Pietro |                  | L. 970                                                                  | 1/2             |
| olandese             | Monogramma AC                                    | Ritratto di una duchessa di Jülich, Cleves e Berg                                                              |                  | 1430                                                                    | 23              |
| olandese             | Mor van Dashorst, Anthonis                       | Ritratto di giovane come san Sebastiano                                                                        |                  | 8685                                                                    | XII             |
| olandese             | Moreelse, Paulus                                 | Pastorella alla fiera                                                                                          |                  | 13183                                                                   | 15              |
| italiana             | Moretti, Cristoforo de'                          | Madonna col Bambino e tre santi                                                                                | 1450 circa       | 12376                                                                   | 3               |
| italiana             | Moretto da Brescia                               | Ritratto di un ecclesiastico                                                                                   | 1545-1550 circa  | WAF 683                                                                 | V               |
| tedesca              | Muelich, Hans                                    | Ritratto di Andreas Ligsalz                                                                                    |                  | 19                                                                      | II a            |
| tedesca              | Muelich, Hans                                    | Ritratto di Apollonia Ligsalz                                                                                  |                  | 12                                                                      | II a            |
| tedesca              | Muelich, Hans                                    | Ritratto del duca Alberto V di Baviera                                                                         |                  | 4301                                                                    | XIII            |
| spagnola             | Murillo, Bartolomé Esteban                       | Ragazzi mendicanti che mangiano uva e melone                                                                   |                  | 605                                                                     | XIII            |
| spagnola             | Murillo, Bartolomé Esteban                       | Bambini che mangiano un dolce                                                                                  | 1670-1675 circa  | 487                                                                     | XIII            |
| spagnola             | Murillo, Bartolomé Esteban                       | Piccolo venditore di frutta                                                                                    |                  | 497                                                                     | XIII            |
| spagnola             | Murillo, Bartolomé Esteban                       | Scena domestica                                                                                                |                  | 489                                                                     | XIII            |
| spagnola             | Murillo, Bartolomé Esteban                       | Ragazzi mendicanti che giocano a dadi                                                                          |                  | 597                                                                     | XIII            |
| spagnola             | Murillo, Bartolomé Esteban                       | San Tommaso di Villanueva che risana uno storpio                                                               |                  | 52                                                                      | XIII            |
| italiana             | Nardo di Cione                                   | Cinque santi rivolti a destra                                                                                  | 1365 circa       | WAF 1027                                                                | 1/2             |
| italiana             | Nardo di Cione                                   | Cinque santi rivolti a sinistra                                                                                | 1365 circa       | WAF 1028                                                                | 1/2             |
| francese             | Nattier, Jean-Marc                               | Amanti |                  | HuW 14                                                                  | XII a           |
| francese             | Nattier, Jean-Marc                               | Ritratto della marchesa di Baglion come Flora                                                                  |                  | HuW 19                                                                  | XII             |
| olandese             | Neer, Aert van der                               | Paesaggio invernale                                                                                            |                  | 6383                                                                    | 14              |
| olandese             | Neer, Eglon Hendrik van der                      | Dama che accorda un liuto                                                                                      |                  | 204                                                                     | 21              |
| olandese             | Neer, Eglon Hendrik van der                      | Paesaggio con Tobia e l'angelo                                                                                 |                  | 2862                                                                    | 21              |
| olandese             | Netscher, Caspar                                 | Intrattenimento musicale                                                                                       |                  | 618                                                                     | 21              |
| olandese             | Netscher, Caspar                                 | Scena pastorale                                                                                                |                  | 110                                                                     | 22              |
| olandese             | Orley, Barent van                                | Sant'Ambrogio in preghiera                                                                                     |                  | WAF 743                                                                 | I               |
| olandese             | Orley, Barent van                                | Ritratto di Jean Carondelet                                                                                    |                  | WAF 742                                                                 | II a            |
| olandese             | Ostade, Adriaen van                              | Uomini e donne in un interno di campagna                                                                       |                  | 133                                                                     | 17              |
| olandese             | Ostade, Adriaen van                              | Contadini chiassosi in una taverna                                                                             |                  | 864                                                                     | 17              |
| olandese             | Ostade, Adriaen van                              | Rissa tra contadini                                                                                            |                  | 566                                                                     | 17              |
| olandese             | Ostade, Adriaen van                              | Matrimonio campagnolo                                                                                          |                  | 567                                                                     | 17              |
| tedesca              | Pacher, Michael                                  | Pannelli dall'Altare di San Lorenzo                                                                            |                  | 2592, 5304, 5305, 5306                                                  | II              |
| tedesca              | Pacher, Michael                                  | Incoronazione della Vergine                                                                                    |                  | 5307                                                                    | II              |
| tedesca              | Pacher, Michael                                  | Altare dei Dottori della Chiesa                                                                                |                  | 2597, 2598, 2599, 2600, 2599a, 2599b, 2600a, 2600b                      | II              |
| italiana             | Palma il Vecchio                                 | Madonna coi santi Rocco e Aurea                                                                                | 1515 circa       | 505                                                                     | 5               |
| italiana             | Palma il Vecchio                                 | Giovane fauno che suona la siringa                                                                             | 1513-1515 circa  | 76                                                                      | 3               |
| spagnola             | Pantoja de la Cruz, Juan                         | Ritratto di Alberto il Pio, arciduca d'Austria                                                                 |                  | 898                                                                     | XIII            |
| spagnola             | Pantoja de la Cruz, Juan                         | Ritratto dell'infanta Isabella Clara Eugenia di Spagna                                                         |                  | 987                                                                     | XIII            |
| francese             | Pater, Jean-Baptiste Joseph                      | Piaceri della vita di campagna                                                                                 |                  | HuW 7                                                                   | XII a           |
| nederlandese del sud | Peeters, Clara                                   | Natura morta                                                                                                   |                  | 1524                                                                    | XII             |
| tedesca              | Pencz, Georg                                     | Giuditta con la testa di Oloferne                                                                              |                  | L. 271                                                                  | XIII            |
| italiana             | Perugino                                         | Apparizione della Vergine a san Bernardo                                                                       | 1488-1489        | WAF 764                                                                 | IV              |
| italiana             | Perugino                                         | Madonna con due santi adoranti il Bambino                                                                      | 1500 circa       | 525                                                                     | IV              |
| italiana             | Piero di Cosimo                                  | Leggenda di Prometeo                                                                                           | 1515 circa       | 8973                                                                    | 4               |
| italiana             | Pietro da Cortona                                | Riposo durante la fuga in Egitto                                                                               | 1643 circa       | 176                                                                     | 6               |
| italiana             | Pittoni, Giovanni Battista                       | Sant'Eustachio rifiuta di adorare gli idoli                                                                    |                  | 10741                                                                   | 23              |
| italiana             | Pittoni, Giovanni Battista                       | Natività | 1735 circa       | 5762                                                                    | 23              |
| italiana             | Pittoni, Giovanni Battista                       | Magnanimità di Scipione                                                                                        |                  | HuW 32                                                                  | 23              |
| italiana             | Pittoni, Giovanni Battista                       | Sacrificio di Polissena                                                                                        |                  | HuW 33                                                                  | 23              |
| tedesca              | Pleydenwurff, Hans                               | Calvario |                  | 6218                                                                    | I               |
| tedesca              | Pleydenwurff, Hans                               | Orazione nell'orto                                                                                             |                  | 663                                                                     | I               |
| tedesca              | Pleydenwurff, Hans                               | Crocifissione                                                                                                  |                  | 670                                                                     | I               |
| tedesca              | Pleydenwurff, Hans                               | Deposizione dalla croce                                                                                        |                  | 664                                                                     | I               |
| tedesca              | Pleydenwurff, Hans                               | Resurrezione                                                                                                   |                  | 666                                                                     | I               |
| olandese             | Poelenburgh, Cornelis van                        | Cascata a Tivoli                                                                                               |                  | 5273                                                                    | 13              |
| olandese             | Poelenburgh, Cornelis van                        | Paesaggio italiano                                                                                             |                  | 5272                                                                    | 13              |
| olandese             | Poelenburgh, Cornelis van                        | Ritratto di fanciulla                                                                                          |                  | 10740                                                                   | 13              |
| polacca              | Polack, Jan                                      | Morte di san Corbinio                                                                                          |                  | 1402                                                                    | I               |
| polacca              | Polack, Jan                                      | San Benedetto coi Padri degli ordini monastici e i Dottori della Chiesa                                        |                  | 1397                                                                    | I               |
| polacca              | Polack, Jan                                      | Ritratto del duca Sigismondo di Baviera (attr.)                                                                |                  | 448                                                                     | II c            |
| olandese             | Porcellis, Jan                                   | Tempesta in mare                                                                                               |                  | 5742                                                                    | 16              |
| olandese             | Post, Frans                                      | Paesaggio brasiliano con formichiere                                                                           |                  | 1560                                                                    | 20              |
| olandese             | Post, Frans                                      | Paesaggio brasiliano con armadillo                                                                             |                  | 1561                                                                    | 20              |
| olandese             | Potter, Paulus                                   | Famiglia di contadini con bestiame                                                                             |                  | 565                                                                     | 17              |
| francese             | Poussin, Nicolas                                 | Apollo e Dafne                                                                                                 |                  | 2334                                                                    | XI              |
| francese             | Poussin, Nicolas                                 | Mida e Bacco                                                                                                   |                  | 528                                                                     | XI              |
| francese             | Poussin, Nicolas                                 | Compianto sul Cristo morto                                                                                     |                  | 625                                                                     | XI              |
| italiana             | Previtali, Andrea                                | Madonna col Bambino                                                                                            | 1502 circa       | 15284                                                                   |                 |
| italiana             | Procaccini, Giulio Cesare                        | Madonna col Bambino e san Giovannino                                                                           | 1610-1613 circa  | 450                                                                     |                 |
| italiana             | Puligo, Domenico                                 | Madonna col Bambino e san Giovannino                                                                           | 1525 circa       | 13188                                                                   | 4               |
| olandese             | Pynas, Jacob                                     | Nabucodonosor restaura la dignità reale                                                                        |                  | 13151                                                                   | 15              |
| francese             | Quentin de La Tour, Maurice                      | Ritratto dell'abate Nollet                                                                                     |                  | HuW 5                                                                   | XII a           |
| francese             | Quentin de La Tour, Maurice                      | Mademoiselle Ferrand medita su Newton                                                                          |                  | HuW 6                                                                   | XII a           |
| italiana             | Raffaello                                        | Sacra Famiglia Canigiani                                                                                       | 1507 circa       | 476                                                                     | IV              |
| italiana             | Raffaello                                        | Madonna Tempi                                                                                                  | 1508 circa       | WAF 796                                                                 | IV              |
| italiana             | Raffaello                                        | Madonna della Tenda                                                                                            | 1513-1514        | WAF 797                                                                 | IV              |
| italiana             | Raffaellino del Garbo                            | Compianto sul Cristo morto                                                                                     | 1500 circa       | 801                                                                     | non in mostra   |
| tedesca              | Refinger, Ludwig                                 | Sacrificio di Marco Curzio                                                                                     |                  | 687                                                                     | III             |
| tedesca              | Reichlich, Marx                                  | Altare dei santi Giacomo e Stefano                                                                             |                  | 2590, 2591, 2594, 2595, 8571, 8639, 8640                                | II              |
| tedesca              | Reichlich, Marx                                  | Scene della vita della Vergine                                                                                 |                  | 1459, 2587, 2588, 5302                                                  | II              |
| olandese             | Rembrandt                                        | Autoritratto                                                                                                   |                  | 11427                                                                   | 16              |
| olandese             | Rembrandt                                        | Ritratto d'uomo in costume orientale                                                                           |                  | 421                                                                     | IX              |
| olandese             | Rembrandt                                        | Sacra Famiglia                                                                                                 | 1635 circa       | 1318                                                                    | IX              |
| olandese             | Rembrandt                                        | Adorazione dei pastori                                                                                         |                  | 393                                                                     | 16              |
| olandese             | Rembrandt                                        | Innalzamento della Croce di Cristo                                                                             |                  | 394                                                                     | 16              |
| olandese             | Rembrandt                                        | Deposizione dalla croce                                                                                        | 1633 circa       | 395                                                                     | 16              |
| olandese             | Rembrandt                                        | Sepoltura di Cristo                                                                                            |                  | 396                                                                     | 16              |
| olandese             | Rembrandt                                        | Resurrezione                                                                                                   |                  | 397                                                                     | 16              |
| olandese             | Rembrandt                                        | Ascensione |                  | 398                                                                     | 16              |
| olandese             | Rembrandt                                        | Sacrificio di Isacco                                                                                           |                  | 438                                                                     | IX              |
| olandese             | Rembrandt                                        | Cristo risorto                                                                                                 |                  | 6471                                                                    | 16              |
| italiana             | Reni, Guido                                      | Apollo scortica Marsia                                                                                         | 1633 circa       | 513                                                                     | X               |
| italiana             | Reni, Guido                                      | Assunzione della Vergine                                                                                       | 1638-1639 circa  | 446                                                                     | X               |
| italiana             | Reni, Guido                                      | Cristo trasferito dopo la falgellazione                                                                        | 1620-1621 circa  | 4546                                                                    | X               |
| fiamminga            | Reymerswaele, Marinus van                        | Esattore delle tasse con la moglie                                                                             |                  | 7                                                                       | XII             |
| fiamminga            | Reymerswaele, Marinus van                        | Notaio |                  | 718                                                                     | XII             |
| spagnola             | Ribera, Jusepe de                                | San Bartolomeo                                                                                                 |                  | 7604                                                                    | XIII            |
| francese             | Robert, Hubert                                   | Veduta di un parco                                                                                             |                  | 14716                                                                   | XII             |
| francese             | Robert, Hubert                                   | Paesaggio con rovine romane                                                                                    |                  | 14717                                                                   | XII             |
| francese             | Robert, Hubert                                   | Demolizione delle case sul Pont au Change                                                                      |                  | HuW 15                                                                  | XII             |
| italiana             | Rosa, Salvator                                   | Vanitas natura morta                                                                                           | 1650 circa       | 13103                                                                   | 6               |
| italiana             | Rosselli, Matteo                                 | Cena in Emmaus                                                                                                 | 1620-1625 circa  | HuW 24                                                                  | non in mostra   |
| tedesca              | Rottenhammer, Johann                             | Adorazione dei pastori                                                                                         |                  | 9444                                                                    | 11              |
| tedesca              | Rottenhammer, Johann                             | Giudizio Universale                                                                                            |                  | 45                                                                      | 11              |
| tedesca              | Rottenhammer, Johann                             | Diana e Atteone                                                                                                |                  | 1588                                                                    | 11              |
| nederlandese del sud | Rubens, Peter Paul                               | Autoritratto con la moglie Isabella Brant                                                                      | 1609-1610        | 334                                                                     | VII             |
| nederlandese del sud | Rubens, Peter Paul                               | Ritratto di Jan Brandt                                                                                         |                  | 354                                                                     | VIII            |
| nederlandese del sud | Rubens, Peter Paul                               | Hélène Froument nel suo vestito nuziale                                                                        |                  | 340                                                                     | VII             |
| nederlandese del sud | Rubens, Peter Paul                               | Hélène Froument indossa un guanto                                                                              |                  | 349                                                                     | 9               |
| nederlandese del sud | Rubens, Peter Paul                               | Rubens e la sua seconda moglie in un giardino                                                                  |                  | 313                                                                     | VIII            |
| nederlandese del sud | Rubens, Peter Paul                               | Hélène Fourment con il figlio Frans                                                                            | 1635 circa       | 315                                                                     | VIII            |
| nederlandese del sud | Rubens, Peter Paul                               | Studio di una donna anziana                                                                                    |                  | 333                                                                     | 9               |
| nederlandese del sud | Rubens, Peter Paul                               | Giovane con berretto nero                                                                                      |                  | 341                                                                     | 7               |
| nederlandese del sud | Rubens, Peter Paul                               | Ritratto di un frate francescano                                                                               |                  | 347                                                                     | VIII            |
| nederlandese del sud | Rubens, Peter Paul                               | Ritratto di Hendrik van Thulden                                                                                |                  | 316                                                                     | VII             |
| nederlandese del sud | Rubens, Peter Paul                               | Ritratto di Alatheia Talbot, contessa di Arundel                                                               |                  | 352                                                                     | VIII            |
| nederlandese del sud | Rubens, Peter Paul                               | Ritratto di don Fernando, cardinale, Infante di Spagna                                                         |                  | 335                                                                     | VIII            |
| nederlandese del sud | Rubens, Peter Paul                               | Caduta degli angeli                                                                                            |                  | 306                                                                     | VII             |
| nederlandese del sud | Rubens, Peter Paul                               | Sconfitta di Sannacherib                                                                                       |                  | 326                                                                     | VIII            |
| nederlandese del sud | Rubens, Peter Paul                               | Susanna e i vecchioni                                                                                          |                  | 317                                                                     | 9               |
| nederlandese del sud | Rubens, Peter Paul                               | Strage degli innocenti                                                                                         |                  | 572                                                                     | VIII            |
| nederlandese del sud | Rubens, Peter Paul                               | Crocifissione                                                                                                  |                  | 339                                                                     | VIII            |
| nederlandese del sud | Rubens, Peter Paul                               | Sepoltura di Cristo                                                                                            |                  | 59                                                                      | VIII            |
| nederlandese del sud | Rubens, Peter Paul                               | Cristo con i quattro grandi penitenti                                                                          | 1617 circa       | 329                                                                     | VIII            |
| nederlandese del sud | Rubens, Peter Paul                               | Grande Giudizio Universale                                                                                     | 1614-1617        | 890                                                                     | VII             |
| nederlandese del sud | Rubens, Peter Paul                               | Piccolo Giudizio Universale                                                                                    |                  | 611                                                                     | 12              |
| nederlandese del sud | Rubens, Peter Paul                               | Caduta dei dannati                                                                                             |                  | 320                                                                     | 12              |
| nederlandese del sud | Rubens, Peter Paul                               | Donna dell'Apocalisse                                                                                          |                  | 891                                                                     | VII             |
| nederlandese del sud | Rubens, Peter Paul                               | San Cristoforo                                                                                                 |                  | 72                                                                      | 12              |
| nederlandese del sud | Rubens, Peter Paul                               | Martirio di san Lorenzo                                                                                        |                  | 338                                                                     | VII             |
| nederlandese del sud | Rubens, Peter Paul                               | Miracoli di san Francesco di Paola                                                                             |                  | 74                                                                      | 9               |
| nederlandese del sud | Rubens, Peter Paul                               | Cupido che fabbrica l'arco                                                                                     |                  | 1304                                                                    | 7               |
| nederlandese del sud | Rubens, Peter Paul                               | Due satiri | 1618-1619        | 873                                                                     | 9               |
| nederlandese del sud | Rubens, Peter Paul                               | Sileno ubriaco                                                                                                 |                  | 319                                                                     | VII             |
| nederlandese del sud | Rubens, Peter Paul                               | Incoronazione dell'eroe virtuoso                                                                               |                  | 997                                                                     | non in mostra   |
| nederlandese del sud | Rubens, Peter Paul                               | Allegoria della Pace                                                                                           |                  | 343                                                                     | VII             |
| nederlandese del sud | Rubens, Peter Paul                               | Rapimento delle figlie di Leucippo                                                                             |                  | 321                                                                     | VII             |
| nederlandese del sud | Rubens, Peter Paul                               | Melagro e Atalanta                                                                                             |                  | 355                                                                     | VII             |
| nederlandese del sud | Rubens, Peter Paul                               | Scena pastorale                                                                                                |                  | 328                                                                     | VII             |
| nederlandese del sud | Rubens, Peter Paul                               | Battaglia delle Amazzoni                                                                                       | 1615             | 324                                                                     | 12              |
| nederlandese del sud | Rubens, Peter Paul                               | Riconciliazione tra i Romani e le Sabine                                                                       |                  | 350                                                                     | VII             |
| nederlandese del sud | Rubens, Peter Paul                               | Morte di Seneca                                                                                                |                  | 305                                                                     | VIII            |
| nederlandese del sud | Rubens, Peter Paul                               | Schizzi per la Serie di Maria de' Medici                                                                       |                  | 92, 93, 94, 95, 97, 98, 99, 100, 101, 102, 103, 104, 105, 106, 107, 108 | 8               |
| nederlandese del sud | Rubens, Peter Paul                               | Caccia all'ippopotamo e al coccodrillo                                                                         |                  | 4797                                                                    | VII             |
| nederlandese del sud | Rubens, Peter Paul                               | Caccia al leone                                                                                                |                  | 602                                                                     | VII             |
| nederlandese del sud | Rubens, Peter Paul                               | Paesaggio con mandria di buoi                                                                                  |                  | 322                                                                     | 9               |
| nederlandese del sud | Rubens, Peter Paul                               | Paesaggio con arcobaleno                                                                                       |                  | 312                                                                     | 12              |
| nederlandese del sud | Rubens, Peter Paul e Snyders, Frans              | Putti con ghirlanda di frutta                                                                                  |                  | 330                                                                     | VII             |
| nederlandese del sud | Rubens, Peter Paul e Bruegel il Vecchio, Jan     | Madonna entro una ghirlanda di fiori                                                                           |                  | 331                                                                     | VIII            |
| nederlandese del sud | Rubens, Peter Paul e Snayers, Pieter             | Enrico IV alla battaglia di Arques                                                                             |                  | 952                                                                     | VIII            |
| olandese             | Ruysch, Rachel                                   | Mazzo di fiori                                                                                                 |                  | 878                                                                     | 22              |
| olandese             | Ruysdael, Jacob van                              | Dune di sabbia con alberi                                                                                      |                  | 1022                                                                    | 17              |
| olandese             | Ruysdael, Jacob van                              | Paesaggio con foresta prima di un temporale                                                                    |                  | 1053                                                                    | 18              |
| olandese             | Ruysdael, Jacob van                              | Villaggio d'inverno                                                                                            |                  | 117                                                                     | 17              |
| olandese             | Ruysdael, Jacob van                              | Veduta di Ootsmarsum                                                                                           |                  | 10818                                                                   | 17              |
| olandese             | Ruysdael, Jacob van                              | Torrente con querce                                                                                            |                  | 1038                                                                    | 17              |
| olandese             | Ruysdael, Salomon van                            | Scena al fiume con traghetto                                                                                   |                  | 161                                                                     | 14              |
| olandese             | Ruysdael, Salomon van                            | Paesaggio con torre osservatorio                                                                               |                  | 4526                                                                    | 14              |
| olandese             | Saenredam, Pieter Jansz                          | Interno della chiesa di San Giacomo a Utrecht                                                                  |                  | 6622                                                                    | 19              |
| italiana             | Salviati, Salviati                               | Carità | 1544-1548 circa  | L. 1044                                                                 | XII             |
| tedesca              | Sandrart, Joachim von                            | Ritratto dell'elettore Massimiliano I di Baviera (copia da)                                                    |                  | 1025                                                                    | Ingresso        |
| italiana             | Saraceni, Carlo                                  | Visione di san Francesco                                                                                       | 1615 circa       | 113                                                                     | X               |
| italiana             | Saraceni, Carlo                                  | Morte della Vergine                                                                                            | 1615-1619 circa  | 185                                                                     | 6               |
| fiamminga            | Savery, Roelant                                  | Caccia al cinghiale                                                                                            |                  | 271                                                                     | 21/22           |
| tedesca              | Schaffner, Martin                                | Ritratto di Wolgang I, conte di Oettingen                                                                      |                  | WAF 939                                                                 | II a            |
| tedesca              | Schaffner, Martin                                | Scomparti dell'Altare di Wettenhausen                                                                          |                  | 671, 672, 672, 674                                                      | III             |
| tedesca              | Schaffner, Martin                                | Ritratto di Eitel Hans I di Schnürpflingen                                                                     |                  | 9582                                                                    | II b            |
| nederlandese del sud | Schoubroeck, Pieter                              | Paesaggio |                  | 2747                                                                    | 23              |
| tedesca              | Schongauer,Martin                                | Sacra Famiglia                                                                                                 |                  | 1132                                                                    | II c            |
| tedesca              | Schöpfer il Vecchio, Hans                        | Storie di Virginia                                                                                             |                  | 13099                                                                   | III             |
| tedesca              | Schöpfer il Vecchio, Hans                        | Storie di Susanna                                                                                              |                  | 7775                                                                    | III             |
| italiana             | Scuola bolognese (Lionello Spada?)               | San Girolamo e l'angelo                                                                                        | 1610 circa       | 1017                                                                    | 6               |
| tedesca              | Scuola dell'Alto Reno                            | San Giorgio e il drago                                                                                         | 1460 circa       | WAF 729                                                                 | II c            |
| nederlandese del sud | Scuola di Anversa                                | Adorazione dei Magi                                                                                            | 1520 circa       | 708                                                                     | II a            |
| tedesca              | Scuola di Augusta                                | Pala dei santi Narciso e Matteo                                                                                | 1510, 1525       | 10349, 10350, 10351                                                     | III             |
| tedesca              | Scuola di Colonia                                | Annunciazione                                                                                                  | 1380 circa       | WAF 451                                                                 | II c            |
| tedesca              | Scuola di Colonia                                | Madonna col Bambino in trono tra angeli e sante vergini                                                        | 1440 circa       | WAF 500                                                                 | 1/3             |
| tedesca              | Scuola di Colonia                                | San Girolamo con due santi e il committente                                                                    | 1440, 1450 circa | 5317                                                                    | II c            |
| tedesca              | Scuola di Colonia                                | Natività e Cristo sul Monte degli olivi                                                                        | 1450 circa       | WAF 507, WAF 508                                                        | 1/3             |
| tedesca              | Scuola di Colonia                                | Ritratto virile                                                                                                | 1492             | WAF 733                                                                 | 8/10            |
| olandese             | Scuola di Leida                                  | Natura morta con libri                                                                                         |                  | 6579                                                                    | 16              |
| tedesca              | Scuola di Salisburgo                             | Madonna col Bambino                                                                                            | 1450-1460 circa  | 10239                                                                   | II c            |
| spagnola             | Scuola di Siviglia                               | Vecchia venditrice ambulante                                                                                   | 1640-1645 circa  | 608                                                                     | XIII            |
| italiana             | Scuola ferrarese                                 | Madonna col Bambino in trono tra quattro santi                                                                 | 1480 circa       | WAF 255                                                                 | 4               |
| italiana             | Scuola ferrarese (Antonio da Crevalcore?)        | Ritratto di famiglia                                                                                           | 1480 circa       | 8709                                                                    | 4               |
| italiana             | Scuola fiorentina                                | Ritratto di giovane uomo                                                                                       | 1450-1460 circa  | 658                                                                     | 4               |
| tedesca              | Scuola francona                                  | Santi Floriano e Sebastiano                                                                                    | 1470-1482 circa  | 10417                                                                   | II c            |
| francese             | Scuola franco-fiamminga                          | Uomo con berretto nero                                                                                         | 1530-1535 circa  | 15                                                                      | II a            |
| francese             | Scuola franco-fiamminga                          | Ritratto di un generale                                                                                        | 1650-1670 circa  | 165                                                                     | XI              |
| nederlandese del sud | Scuola nederlandese del sud                      | Ritratto di famiglia                                                                                           |                  | 167                                                                     | VI              |
| olandese             | Scuola olandese                                  | Gonfaloniere in piedi                                                                                          | 1590             | 1315                                                                    | XII             |
| italiana             | Scuola riminese                                  | Dittico |                  | WAF 837, WAF 838                                                        | 1/2             |
| italiana             | Scuola umbra                                     | Ritratto di giovane                                                                                            | 1520 circa       | 1059                                                                    | 4               |
| italiana             | Scuola veneziana                                 | Ritratto di giovane uomo                                                                                       | 1500 circa       | WAF 1151                                                                | 3               |
| italiana             | Segna di Bonaventura                             | Maria Maddalena                                                                                                | 1315 circa       | 9038                                                                    | 1/2             |
| nederlandese del sud | Sellaer, Vincent                                 | Lasciate che i bambini vengano a me                                                                            |                  | 1417                                                                    | XII             |
| nederlandese del sud | Siberechts, Jan                                  | Pascolo con donna che dorme                                                                                    |                  | 2165                                                                    | VIII            |
| italiana             | Signorelli, Luca                                 | Madonna col Bambino                                                                                            | 1492-1493 circa  | 7931                                                                    | IV              |
| nederlandese del sud | Snyders, Frans                                   | Dispensa con servitore                                                                                         |                  | 198                                                                     | VII             |
| nederlandese del sud | Snyders, Frans                                   | Leonessa che attacca un cinghiale                                                                              |                  | 620                                                                     | VII             |
| nederlandese del sud | Snyders, Frans                                   | Cervo inseguito da due giovani leoni                                                                           |                  | 631                                                                     | VII             |
| italiana             | Sodoma                                           | Sacra Famiglia                                                                                                 | 1510-1513 circa  | WAF 1025                                                                | 5               |
| tedesca              | Soest, Konrad von                                | San Paolo |                  | WAF 459                                                                 | II c            |
| nederlandese del sud | Spranger, Bartholomeus                           | San Luca ritrae la Vergine                                                                                     |                  | 14357                                                                   | 1/20            |
| nederlandese del sud | Spranger, Bartholomeus                           | Angelica e Medoro                                                                                              |                  | 10000                                                                   | XIII            |
| nederlandese del sud | Spranger, Bartholomeus                           | Compianto sul Cristo morto                                                                                     |                  | 2370                                                                    | 19/20           |
| italiana             | Starnina, Gherardo                               | Giudizio Universale                                                                                            | 1395-1410 circa  | 20201                                                                   | 1/2             |
| olandese             | Steen, Jan                                       | La malata d'amore                                                                                              |                  | 158                                                                     | 21              |
| olandese             | Steen, Jan                                       | Giovatori di carte rissoni in una taverna                                                                      |                  | 276                                                                     | 21              |
| olandese             | Steen, Jan                                       | Oratore laureato                                                                                               |                  | 5277                                                                    | 21              |
| tedesca              | Stieler, Joseph                                  | Ritratto di Massimiliano I negli abiti dell'incoronazione                                                      |                  | 1021                                                                    | Ingresso        |
| tedesca              | Stieler, Joseph                                  | Ritratto di Ludwig I negli abiti dell'incoronazione                                                            |                  | 1062                                                                    | Ingresso        |
| olandese             | Stomer, Matthias                                 | Cerere ingannata da Abas                                                                                       |                  | 112                                                                     | IX              |
| tedesca              | Stosskopf, Sebastian                             | Natura morta                                                                                                   |                  | L. 1255                                                                 | 11              |
| olandese             | Streeck, Juriaen van                             | Natura morta con moro e ceramiche                                                                              |                  | 6599                                                                    | IX              |
| tedesca              | Strigel, Bernhard                                | Dittico di Hans Funk                                                                                           |                  | WAF 1067, 11416                                                         | II b            |
| tedesca              | Strigel, Bernhard                                | Ritorno di Davide con la testa di Golia                                                                        |                  | WAF 1063                                                                | II b            |
| tedesca              | Strigel, Bernhard                                | Ritratto di Hieronymus II Haller                                                                               |                  | WAF 1066                                                                | II a            |
| tedesca              | Strigel, Bernhard                                | Ritratto di Sibylla da Friburgo                                                                                |                  | 9347                                                                    | II a            |
| tedesca              | Strigel, Bernhard                                | Konrad Rehlinger il Vecchio e i suoi otto figli                                                                |                  | WAF 1064, WAF 1065                                                      | III             |
| tedesca              | Strigel, Bernhard                                | Tre guardie del sepolcro di Cristo                                                                             |                  | 10066, 10067, 10068                                                     | II b            |
| tedesca              | Strobel il Giovane, Bartholomeus                 | Banchetto di Erode                                                                                             |                  | 5120                                                                    | non in mostra   |
| italiana             | Strozzi, Bernardo                                | Pagamento del tributo                                                                                          | 1631 circa       | 463                                                                     | X               |
| francese             | Subleyras, Pierre                                | San Benedetto resuscita un fanciullo                                                                           |                  | 1209                                                                    | XII a           |
| francese             | Subleyras, Pierre                                | Teodosio inginocchiato davanti a sant'Ambrogio                                                                 |                  | 1208                                                                    | XII a           |
| tedesca              | Suess von Kulmbach, Hans                         | Ritratto del margravio Casimiro di Brandeburgo                                                                 |                  | 9482                                                                    | II a            |
| olandese             | Sustris, Friedrich                               | Trionfo di Mario su Giugurta                                                                                   |                  | 10381                                                                   | XIII            |
| olandese             | Sustris, Friedrich                               | Dario rifiuta il consiglio di Caridemo                                                                         |                  | 10382                                                                   | XIII            |
| olandese             | Sustris, Lambert                                 | Ritratto di Hans Christoph I Vöhlin di Frickerhausen                                                           |                  | 9652                                                                    | XIII            |
| olandese             | Sustris, Lambert                                 | Ritratto di Veronica Vöhlin                                                                                    |                  | 9653                                                                    | XIII            |
| olandese             | Swanevelt, Herman van                            | Paesaggio con mendicanti e rovine romane                                                                       |                  | 12473                                                                   | 19              |
| nederlandese del sud | Sweerts, Michael                                 | Stanza in una locanda                                                                                          |                  | 854                                                                     | IX              |
| nederlandese del sud | Teniers il Giovane, David                        | Fiera dell'Impruneta                                                                                           |                  | 817                                                                     | XI              |
| italiana             | Tiepolo, Giovanni Battista                       | Papa Clemente venera la santissima Trinità                                                                     | 1737-1738 circa  | L. 877                                                                  | X               |
| italiana             | Tiepolo, Giovanni Battista                       | Adorazione dei Magi                                                                                            | 1753             | 1159                                                                    | X               |
| italiana             | Tintoretto, Domenico                             | Ritratto di uno scultore                                                                                       | 1590 circa       | 965                                                                     | 5               |
| italiana             | Tintoretto, Jacopo                               | Crocifissione                                                                                                  | 1550-1555 circa  | 4590                                                                    | V               |
| italiana             | Tintoretto, Jacopo                               | Marte e Venere sorpresi da Vulcano                                                                             | 1555 circa       | 9257                                                                    | V               |
| italiana             | Tintoretto, Jacopo                               | Ritratto di gentiluomo con busto di Lucrezia                                                                   | 1555 circa       | 10447                                                                   | V               |
| italiana             | Tintoretto, Jacopo                               | Cristo in casa di Maria e Marta                                                                                | 1580 circa       | 4788                                                                    | V               |
| italiana             | Tintoretto, Jacopo                               | Giovan Francesco Gonzaga nominato margravio di Mantova                                                         | 1578-1579 circa  | 7303                                                                    | V               |
| italiana             | Tintoretto, Jacopo                               | Ludovico II Gonzaga sconfigge i veneziani sul fiume Adige vicino a Legnago                                     | 1578-1579 circa  | 7304                                                                    | V               |
| italiana             | Tintoretto, Jacopo                               | Federico I Gonzaga solleva la città di Legnano                                                                 | 1578-1579 circa  | 7307                                                                    | V               |
| italiana             | Tintoretto, Jacopo                               | Francesco II Gonzaga alla battaglia di Taro contro Carlo VIII di Francia                                       | 1578-1579 circa  | 7309                                                                    | V               |
| italiana             | Tintoretto, Jacopo                               | Federico II Gonzaga prende Parma                                                                               | 1578-1579 circa  | 7306                                                                    | V               |
| italiana             | Tintoretto, Jacopo                               | Federico II Gonzaga prende Milano                                                                              | 1579-1580 circa  | 7305                                                                    | V               |
| italiana             | Tintoretto, Jacopo                               | Federico II Gonzaga dirende Pavia                                                                              | 1579-1580 circa  | 7308                                                                    | V               |
| italiana             | Tintoretto, Jacopo e Tintoretto, Domenico        | Entrata di Filippo II Gonzaga a Mantova                                                                        | 1579-1580 circa  | 7302                                                                    | V               |
| italiana             | Tiziano                                          | Vanità | 1515 circa       | 483                                                                     | V               |
| italiana             | Tiziano                                          | Ritratto di giovane                                                                                            | 1520 circa       | 517                                                                     | V               |
| italiana             | Tiziano                                          | Madonna col Bambino in un paesaggio serale                                                                     | 1560 circa       | 464                                                                     | V               |
| italiana             | Tiziano                                          | Ritratto di Carlo V seduto                                                                                     | 1548             | 632                                                                     | V               |
| italiana             | Tiziano                                          | Coronazione di spine                                                                                           | 1570 circa       | 2272                                                                    | V               |
| italiana             | Tiziano                                          | Madonna col Bambino, il Battista e un donatore                                                                 | 1514 circa       | 977                                                                     | V               |
| francese             | Tocqué, Louis                                    | Ritratto del conte palatino Federico Michele di Zweibrücken, Birkenfeld                                        |                  | 2498                                                                    | XII a           |
| italiana             | Turchi, Alessandro                               | Ira di Ercole                                                                                                  | 1620 circa       | 490                                                                     | X               |
| italiana             | Turchi, Alessandro                               | Ercole e Onfale                                                                                                | 1620 circa       | 496                                                                     | X               |
| olandese             | Uyttenbroeck, Moyses van                         | Giunone, Argo e Io                                                                                             |                  | 5074                                                                    | 13              |
| olandese             | Uyttenbroeck, Moyses van                         | Scena bucolica                                                                                                 |                  | 12700                                                                   | 13              |
| nederlandese del sud | Valckenborch, Lucas                              | Torre di Babele                                                                                                |                  | 1642                                                                    | 23              |
| francese             | Valentin de Boullogne                            | Cristo coronato di spine                                                                                       |                  | 477                                                                     | X               |
| francese             | Valentin de Boullogne                            | Cristo deriso e coronato di spine                                                                              |                  | 188                                                                     | XI              |
| francese             | Valentin de Boullogne                            | Erminia e i pastrori                                                                                           |                  | 937                                                                     | X               |
| italiana             | Vasari, Giorgio                                  | Sacra Famiglia con san Giovannino                                                                              | 1545 circa       | WAF 1150                                                                | XII             |
| italiana             | Vecchietta                                       | San Francesco sposa la Povertà                                                                                 | 1460 circa       | 650                                                                     | 1/2             |
| italiana             | Vecchietta                                       | Voto d'ubbidienza                                                                                              | 1460 circa       | 651                                                                     | 1/2             |
| italiana             | Vecchietta                                       | Miracolo della mula                                                                                            | 1460 circa       | 1020                                                                    | 1/2             |
| spagnola             | Velazquez, Diego                                 | Giovane gentiluomo spagnolo                                                                                    |                  | 518                                                                     | XIII            |
| olandese             | Velde il Giovane, Willem van de                  | Mare calmo |                  | 1032                                                                    | 19              |
| olandese             | Velde, Esaias van de                             | Giochi invernali al fossato cittadino                                                                          |                  | 2884                                                                    | 14              |
| nederlandese del sud | Verhaecht, Tobias                                | Paesaggio |                  | 9891                                                                    | 23              |
| fiamminga            | Vermeyen, Jan Cornelisz                          | Ritratto d'uomo                                                                                                |                  | 739                                                                     | I               |
| francese             | Vernet, Claude Joseph                            | Porto orientale all'alba                                                                                       |                  | 2348                                                                    | XII a           |
| francese             | Vernet, Claude Joseph                            | Pescatori in riva a un fiume di sera                                                                           |                  | 2347                                                                    | XII a           |
| francese             | Vernet, Claude Joseph                            | Baia marina al tramonto                                                                                        |                  | 962                                                                     | XII a           |
| italiana             | Veronese, Paolo                                  | Sacra Famiglia                                                                                                 | 1550-1555 circa  | 127                                                                     | V               |
| italiana             | Veronese, Paolo                                  | Ritratto di dama                                                                                               | 1570 circa       | 594                                                                     | V               |
| italiana             | Veronese, Paolo                                  | Cupido con due cani                                                                                            | 1575-1580 circa  | 29                                                                      | V               |
| olandese             | Victors, Jan                                     | Raffaele si congeda da Tobia e la sua famiglia                                                                 |                  | 1031                                                                    | IX              |
| nederlandese del sud | Vinckboons, David                                | Andata al Calvario                                                                                             |                  | 838                                                                     | 22/21           |
| francese             | Vivien, Joseph                                   | Ritratto dell'arcivescovo Fénelon di Cambrai                                                                   |                  | 972                                                                     | XI              |
| francese             | Vivien, Joseph                                   | Autoritratto al cavalletto                                                                                     |                  | 53                                                                      | XII             |
| nederlandese del sud | Vos, Maerten de                                  | Raccolta della manna                                                                                           |                  | 2672                                                                    | XII             |
| francese             | Vouet, Simon                                     | Giuditta |                  | 2279                                                                    | XI              |
| nederlandese del sud | Vrancx, Sebastian                                | Pellegrini davanti a una città                                                                                 |                  | 2058                                                                    | 21/22           |
| olandese             | Weenix, Jan                                      | Ragazza dormiente                                                                                              |                  | 246                                                                     | 22              |
| olandese             | Weenix, Jan                                      | Dopo la caccia                                                                                                 |                  | 248                                                                     | 22              |
| olandese             | Weenix, Jan                                      | Natura morta di caccia davanti a un paesaggio con palazzo di Bernsberg                                         |                  | 776                                                                     | IX              |
| olandese             | Weenix, Jan                                      | Caccia al cinghiale                                                                                            |                  | 777                                                                     | IX              |
| olandese             | Weenix, Jan                                      | Natura morta di caccia davanti a una statua di Diana                                                           |                  | 1737                                                                    | IX              |
| olandese             | Weenix, Jan Baptist                              | Natura morta con uccelli morti, barattolo e caraffa di vetro                                                   |                  | 9275                                                                    | 20              |
| olandese             | Weenix, Jan Baptist                              | Fanciulla dormiente                                                                                            |                  | 869                                                                     | 22              |
| olandese             | Werff, Adriaen van der                           | Ragazzi che giocano davanti alla statua di Ercole                                                              |                  | 250                                                                     | 22              |
| olandese             | Werff, Adriaen van der                           | Riposo durante la fuga in Egitto                                                                               |                  | 251                                                                     | 22              |
| olandese             | Werff, Adriaen van der                           | Sepoltura di Cristo                                                                                            |                  | 224                                                                     | 22              |
| olandese             | Werff, Adriaen van der                           | Ritratto dell'elettore Johann Wilhelm del Palatinato (copia da)                                                |                  | 1086                                                                    | Ingresso        |
| tedesca              | Wertinger, Hans                                  | Ritratto del duca Wilhelm IV di Baviera                                                                        |                  | 17                                                                      | III             |
| tedesca              | Wertinger, Hans                                  | Ritratto di Maria Jacobea di Baden, duchessa di Baviera                                                        |                  | 18                                                                      | III             |
| fiamminga            | Weyden, Rogier van der                           | Altare di Santa Colomba                                                                                        |                  | WAF 1189, WAF 1190, WAF 1191                                            | I               |
| fiamminga            | Weyden, Rogier van der                           | San Luca ritrae la Vergine                                                                                     |                  | WAF 1188                                                                | I               |
| olandese             | Witte, Emanuel de                                | Ritratto di famiglia                                                                                           |                  | FV 2                                                                    | 21              |
| olandese             | Wittel, Gaspar Adriaensz van                     | Veduta di Santa Maria della Salute e il Canal Grande                                                           | 1706             | HuW 20                                                                  | 23              |
| tedesca              | Woensam von Worms, Anton                         | Martirio della legione tabana                                                                                  |                  | 1474                                                                    | 4/7             |
| tedesca              | Woensam von Worms, Anton                         | Morte di san Gereone                                                                                           |                  | 1475                                                                    | 4/7             |
| olandese             | Wouwerman, Philips                               | Paesaggio con dune                                                                                             |                  | 1033                                                                    | 17              |
| olandese             | Wouwerman, Philips                               | Paesaggio invernale con pattinatori sul ghiaccio                                                               |                  | 152                                                                     | 20              |
| olandese             | Wouwerman, Philips                               | Riposo durante la caccia al cervo                                                                              |                  | 150                                                                     | 20              |
| olandese             | Wtewael, Joachim Anthonisz                       | Matrimonio di Peleo e Teti                                                                                     |                  | 857                                                                     | 19/20           |
| spagnola             | Zurbarán y Salazar, Francisco                    | Sepoltura di santa Caterina d'Alessandria sul monte Sinai                                                      |                  | 14933                                                                   | XII a           |
| spagnola             | Zurbarán y Salazar, Francisco                    | Estasi di san Francesco                                                                                        |                  | 504                                                                     | XIII            |